# Германия на летних Олимпийских играх 2016
Германия на летних Олимпийских играх 2016 года была представлена 422 спортсменами в 27 видах спорта. Олимпийские лицензии немецкие спортсмены не смогли завоевать в баскетболе и регби-7. На церемонии открытия Игр право нести национальный флаг было доверено двукратному призёру Олимпийских игр игроку в настольный теннис Тимо Боллю, а на церемонии закрытия — Себастьяну Бренделю, который завоевал сразу две золотые награды в гребле на каноэ. По итогам соревнований на счету немецких спортсменов было 17 золотых, 10 серебряных и 15 бронзовых медалей, что позволило сборной Германии занять 5-е место в неофициальном медальном зачёте.

## Медали
| Золото  | |                                                           |            |
| №       | Спортсмены | Вид спорта (дисциплина)                                   | Дата       |
| 1       | Михаэль Юнг | Конный спорт (личное троеборье)                           | 9 августа  |
| 2       | Филипп Венде Лауриц Шоф Карл Шульце Ханс Груне | Академическая гребля (четвёрки парные, мужчины)           | 11 августа |
| 3       | Аннекатрин Тиле Карина Бер Юлия Лир Лиза Шмидла | Академическая гребля (четвёрки парные, женщины)           | 11 августа |
| 4       | Барбара Энгледер | Стрельба (винтовка из трёх положений, 50 метров, женщины) | 11 августа |
| 5       | Кристина Брёринг-Шпрехе Изабель Верт Сонке Рётенбергер Дороте Шнайдер | Конный спорт (командная выездка)                          | 12 августа |
| 6       | Хенри Юнгхенель | Стрельба (винтовка лёжа, 50 метров, мужчины)              | 12 августа |
| 7       | Кристоф Хартинг | Лёгкая атлетика (метание диска, мужчины)                  | 13 августа |
| 8       | Кристиан Райц | Стрельба (скорострельный пистолет, 25 метров, мужчины)    | 13 августа |
| 9       | Кристина Фогель | Велоспорт (спринт, женщины)                               | 16 августа |
| 10      | Себастьян Брендель | Гребля на байдарках и каноэ (C-1, 1000 метров, мужчины)   | 16 августа |
| 11      | Фабиан Хамбюхен | Спортивная гимнастика (перекладина, мужчины)              | 16 августа |
| 12      | Лаура Людвиг Кира Валькенхорст | Пляжный волейбол (женщины)                                | 17 августа |
| 13      | Макс Рендшмидт Маркус Гросс | Гребля на байдарках и каноэ (K-2, 1000 метров, мужчины)   | 18 августа |
| 14      | Женская сборная по футболу Саскиа Бартусяк Лаура Бенкарт Мелани Берингер Лена Гёсслинг Сара Дебриц Менди Ислакер Табеа Кемме Изабель Кершовски Аннике Кран Мелани Лойпольц Леони Майер Дженнифер Марожан Аня Миттаг Бабетт Петер Александра Попп Йозефин Хеннинг Свенья Хут Альмут Шульт   | Футбол (женщины)                                          | 19 августа |
| 15      | Себастьян Брендель Ян Фандрей | Гребля на байдарках и каноэ (C-2, 1000 метров, мужчины)   | 20 августа |
| 16      | Макс Рендшмидт Том Либшер Макс Хофф Маркус Гросс | Гребля на байдарках и каноэ (K-4, 1000 метров, мужчины)   | 20 августа |
| 17      | Томас Рёлер | Лёгкая атлетика (метание копья, мужчины)                  | 20 августа |
| Серебро | |                                                           |            |
| №       | Спортсмены | Вид спорта (дисциплина)                                   | Дата       |
| 1       | Сандра Ауффарт Михаэль Юнг Ингрид Климке Юлия Краевски | Конный спорт (командное троеборье)                        | 9 августа  |
| 2       | Моника Карш | Стрельба (пистолет, 25 метров, женщины)                   | 9 августа  |
| 3       | Лиза Унрух | Стрельба из лука (индивидуальное первенство, женщины)     | 11 августа |
| 4       | Максимилиан Мунски Мальте Якшик Андреас Куффнер Эрик Йоханнесен Максимилиан Райнельт Феликс Драхотта Рихард Шмидт Ханнес Оцик Мартин Зауэр | Академическая гребля (восьмёрки, мужчины)                 | 13 августа |
| 5       | Анжелика Кербер | Теннис (одиночный разряд, женщины)                        | 13 августа |
| 6       | Изабель Верт | Конный спорт (личная выездка)                             | 15 августа |
| 7       | Франциска Вебер Тина Дитце | Гребля на байдарках и каноэ (K-2, 500 метров, женщины)    | 16 августа |
| 8       | Хань Ин Петрисса Солья Шань Сяона | Настольный теннис (командный разряд, женщины)             | 16 августа |
| 9       | Сабрина Херинг Франциска Вебер Штеффи Кригерштайн Тина Дитце | Гребля на байдарках и каноэ (K-4, 1000 метров, женщины)   | 20 августа |
| 10      | Мужская сборная по футболу Роберт Бауэр Ларс Бендер Свен Бендер Юлиан Брандт Маттиас Гинтер Серж Гнабри Дэви Зельке Никлас Зюле Лукас Клостерман Макс Кристиансен Макс Майер Филипп Макс Эрик Эльшлегель Нильс Петерсен Гриша Прёмель Джереми Тольян Тимо Хорн Янник Хут                   | Футбол (мужчины)                                          | 20 августа |
| Бронза  | |                                                           |            |
| №       | Спортсмены | Вид спорта (дисциплина)                                   | Дата       |
| 1       | Лаура Варгас-Кох | Дзюдо (до 70 кг, женщины)                                 | 10 августа |
| 2       | Мириам Вельте Кристина Фогель | Велоспорт (командный спринт, женщины)                     | 12 августа |
| 3       | Даниэль Ясински | Лёгкая атлетика (метание диска, мужчины)                  | 13 августа |
| 4       | Софи Шедер | Спортивная гимнастика (разновысокие брусья, женщины)      | 14 августа |
| 5       | Денис Кудла | Борьба (греко-римская борьба, до 85 кг, мужчины)          | 15 августа |
| 6       | Кристина Брёринг-Шпрехе | Конный спорт (личная выездка)                             | 15 августа |
| 7       | Патрик Хаусдинг | Прыжки в воду (трамплин, 3 метра, мужчины)                | 16 августа |
| 8       | Кристиан Альман Лудгер Бербаум Даниэль Дойссер Мередит Микаельс-Бербаум | Конный спорт (командный конкур)                           | 17 августа |
| 9       | Дмитрий Овчаров Тимо Болль Бастиан Штегер | Настольный теннис (командный разряд, мужчины)             | 17 августа |
| 10      | Эрик Хайль Томас Плёссель | Парусный спорт (49-й, мужчины)                            | 18 августа |
| 11      | Мужская сборная по хоккею на траве Линус Бутт Никлас Веллен Кристофер Весли Матс Грамбуш Том Грамбуш Маттиас Мюллер Тимур Оруц Кристофер Рюр Мориц Тромперц Флориан Фухс Мориц Фюрсте Тобиас Хауке Мартин Хенер Тим Херцбрух Мартин Цвиклер Николас Якоби                                  | Хоккей на траве (мужчины)                                 | 18 августа |
| 12      | Артём Арутюнян | Бокс (до 64 кг, мужчины)                                  | 19 августа |
| 13      | Женская сборная по хоккею на траве Лиза Альтенбург Ханна Крюгер Нике Лоренц Мари Маверс Юлия Мюллер Янне Мюллер-Виланд Пиа-Софи Олдхафер Селин Оруц Катарина Отте Сесиль Пипер Кристина Рейнольдс Яна Тешке Франциска Хауке Анника Шпринк Анне Шрёдер Шарлотте Штапенхорст Лиза-Мари Шютце | Хоккей на траве (женщины)                                 | 19 августа |
| 14      | Рональд Рауэ | Гребля на байдарках и каноэ (K-1, 200 метров, мужчины)    | 20 августа |
| 15      | Мужская сборная по гандболу Штеффен Вайнхольд Фабиан Виде Патрик Винцек Андреас Вольфф Уве Генсхаймер Кристиан Диссингер Пол Друкс Юлиус Кюн Финн Лемке Хендрик Пекелер Тобиас Райхман Штеффен Фет Сильвио Хайнефеттер Кай Хефнер Мартин Штробель                                          | Гандбол (мужчины)                                         | 21 августа |

## Состав сборной
Академическая гребля
1. Антон Браун
2. Филипп Венде
3. Феликс Вимбергер
4. Ларс Вихерт
5. Ханс Груне
6. Феликс Драхотта
7. Мартин Зауэр
8. Эрик Йоханнесен
9. Максимилиан Корге
10. Йонатан Кох
11. Штефан Крюгер
12. Андреас Куффнер
13. Мориц Мос
14. Максимилиан Мунски
15. Джейсон Осборн
16. Ханнес Оцик
17. Максимилиан Планер
18. Максимилиан Райнельт
19. Тобиас Францман
20. Марсель Хаккер
21. Лукас Шефер
22. Рихард Шмидт
23. Лауриц Шоф
24. Карл Шульце
25. Мальте Якшик
26. Марайке Адамс
27. Мари-Катерин Арнольд
28. Карина Бер
29. Мари-Луиза Дрегер
30. Юлия Лир
31. Катрин Маршан
32. Аннекатрин Тиле
33. Керстин Хартман
34. Лиза Шмидла
35. Фини Штурм

 Бадминтон
1. Михаэль Фухс
2. Марк Цвиблер
3. Йоханнес Шёттлер
4. Йоханна Голишевски
5. Биргит Михельс
6. Карла Нельте
7. Карин Шнасе

 Бокс
1. Артём Арутюнян
2. Давид Граф
3. Араджик Марутян
4. Серж Михел
5. Эрик Пфайфер
6. Хамза Туба

 Борьба
Вольная борьба
1. Мария Зельмайер
2. Луиза Нимеш
3. Алине Фоккен
4. Нина Хеммер

Греко-римская борьба
1. Денис Кудла
2. Эдуард Попп
3. Франк Штеблер

Велоспорт
 Шоссейный велоспорт
1. Эмануэль Бухман
2. Симон Гешке
3. Максимилиан Леви[1]
4. Тони Мартин
5. Лиза Бреннауэр
6. Трикси Воррак
7. Роми Каспер
8. Клаудия Лихтенберг

 Трековый велоспорт
1. Йоахим Айлерс
2. Хеннинг Боммель
3. Доменик Вайнштайн
4. Роджер Клюге
5. Максимилиан Леви[1]
6. Тео Райнхардт
7. Керстен Тиле
8. Нильс Шомбер
9. Рене Эндерс
10. Шарлотта Беккер
11. Мириам Вельте
12. Анна Кнауэр
13. Мике Крёгер
14. Штефани Поль
15. Кристина Фогель
16. Гудрун Шток

 Маунтинбайк
1. Мориц Милац
2. Мануэль Фумик
3. Хелен Гроберт
4. Сабина Шпиц

 BMX
1. Луис Бретауэр
2. Надя Прис

 Гандбол
1. Штеффен Вайнхольд
2. Фабиан Виде
3. Патрик Винцек
4. Андреас Вольфф
5. Уве Генсхаймер
6. Патрик Грёцки
7. Кристиан Диссингер
8. Пауль Друкс
9. Юлиус Кюн
10. Финн Лемке
11. Хендрик Пекелер
12. Тобиас Райхман
13. Штеффен Фет
14. Сильвио Хайнефеттер
15. Кай Хефнер
16. Мартин Штробель

 Гольф
1. Мартин Каймер
2. Алекс Чейка
3. Сандра Галь
4. Каролине Массон

Гребля на байдарках и каноэ
  Гребля на гладкой воде
1. Себастьян Брендель
2. Маркус Гросс
3. Штефан Кирай
4. Том Либшер
5. Рональд Рауэ
6. Макс Рендшмидт
7. Ян Фандрей
8. Макс Хофф
9. Конни Васмут
10. Франциска Вебер
11. Тина Дитце
12. Штеффи Кригерштайн
13. Сабрина Херинг

  Гребной слалом
1. Ханнес Айгнер
2. Франц Антон
3. Ян Бенцин
4. Сидерис Тасиадис
5. Мелани Пфайфер

 Дзюдо
1. Андре Брайтбарт
2. Игор Вандтке
3. Себастьян Зайдль
4. Свен Мареш
5. Марк Оденталь
6. Карл-Рихард Фрай
7. Тобиас Энгльмайер
8. Лаура Варгас-Кох
9. Марен Кре
10. Ясмин Кюльбс
11. Луизе Мальцан
12. Мириам Ропер
13. Мартина Трайдос

 Конный спорт
1. Кристиан Альман
2. Лудгер Бербаум
3. Даниэль Дойссер
4. Сёнке Рётенбергер
5. Михаэль Юнг
6. Сандра Ауффарт
7. Кристина Брёринг-Шпрехе
8. Изабель Верт
9. Ингрид Климке
10. Юлия Краевски
11. Мередит Майклс-Бербаум
12. Дороте Шнайдер

 Лёгкая атлетика
1. Артур Абеле
2. Нильс Брембах
3. Маттиас Бюлер
4. Юлиан Вебер
5. Тобиас Дам
6. Александер Джон
7. Карстен Дилла
8. Карл Доман
9. Кай Казмирек
10. Алин Камара
11. Свен Книппхальс
12. Кристофер Линке
13. Алейшо-Платини Менга
14. Айке Оннен
15. Флориан Орт
16. Хаген Поле
17. Филипп Пфлигер
18. Матеуш Пшибылко
19. Томас Рёлер
20. Рихард Рингер
21. Юлиан Ройс
22. Хомию Тесфайе
23. Грегор Трабер
24. Йоханнес Феттер
25. Юлиан Флюгель
26. Рико Фраймут
27. Фабиан Хайнле
28. Кристоф Хартинг
29. Роберт Хартинг
30. Роберт Херинг
31. Макс Хесс
32. Рафаэль Хольцдеппе
33. Тобиас Шербат
34. Давид Шторль
35. Робин Эрева
36. Лукас Якубчик
37. Даниэль Ясински
38. Джеки Бауман
39. Александра Вестер
40. Шарлен Войта
41. Сара Гамбетта
42. Кристин Гириш
43. Надин Гонска
44. Памела Дуткевич
45. Катрин Клас
46. Констанце Клостерхальфен
47. Фабьен Кольман
48. Сана Коуба
49. Геза-Фелиситас Краузе
50. Шанис Крафт
51. Джина Люккенкемпер
52. Лиза Майер
53. Фридерике Мёленкамп
54. Малайка Михамбо
55. Состене Могенара
56. Лаура Мюллер
57. Надин Мюллер
58. Кристина Обергфёлль
59. Татьяна Пинту
60. Клаудия Рат
61. Майя Реберг
62. Синди Роледер
63. Анника Ролофф
64. Лиза Рыжих
65. Диана Суджев
66. Лена Урбаняк
67. Юлия Фишер
68. Ребекка Хазе
69. Бетти Хайдлер
70. Анна Ханер
71. Лиза Ханер
72. Кристина Херинг
73. Надин Хильдебранд
74. Лара Хофман
75. Кристин Хуссонг
76. Кристина Шваниц
77. Аня Шерль
78. Каролина Шефер
79. Рут Шпельмейер
80. Линда Шталь
81. Мартина Штруц
82. Дженнифер Эзер
83. Дженни Эльбе
84. Мария-Лоуренс Юнгфляйш

 Настольный теннис
1. Тимо Болль
2. Дмитрий Овчаров
3. Бастиан Штегер
4. Петрисса Солья
5. Хань Ин
6. Шань Сяона

 Парусный спорт
1. Филипп Буль
2. Тони Вильхельм
3. Фердинанд Герц
4. Пауль Кольхофф
5. Томас Плёссель
6. Эрик Хайль
7. Оливер Шиманьский
8. Анника Бохман
9. Каролина Вернер
10. Аника Лоренц
11. Марлен Штайнхерр
12. Виктория Юрчок

 Плавание
1. Пауль Бидерман
2. Флориан Велльброк
3. Дамиан Вирлинг
4. Филип Вольф
5. Ян-Филип Глания
6. Штеффен Дайблер
7. Кристиан Динер
8. Марко Кох
9. Кристиан фон Лен
10. Кристиан Райхерт
11. Клеменс Рапп
12. Кристоф Фильдебрандт
13. Флориан Фогель
14. Якоб Хайдтман
15. Филип Хайнц
16. Иоганнес Хинце
17. Бьорн Хорникель
18. Леони Бек
19. Доротеа Брандт
20. Анника Брун
21. Александра Венк
22. Лиза Граф
23. Ванесса Гримберг
24. Сара Кёлер
25. Леони Кулльман
26. Йенни Менсинг
27. Франциска Хентке
28. Изабель Херле
29. Паулина Шмидель

 Пляжный волейбол
1. Маркус Бёккерман
2. Ларс Флюгген
3. Карла Боргер
4. Бритта Бюте
5. Кира Валькенхорст
6. Лаура Людвиг

 Прыжки в воду
1. Мартин Вольфрам
2. Саша Кляйн
3. Штефан Фек
4. Патрик Хаусдинг
5. Елена Вассен
6. Мария Курьо
7. Тина Пунцель
8. Нора Субшински

 Прыжки на батуте
1. Леони Адам

 Современное пятиборье
1. Патрик Доге
2. Кристиан Циллекенс
3. Лена Шёнеборн
4. Анника Шлой

 Спортивная гимнастика
1. Андреас Бретшнайдер
2. Лукас Даузер
3. Марсель Нгуен
4. Андреас Тоба
5. Фабиан Хамбюхен
6. Табеа Альт
7. Элизабет Зайц
8. Ким Буи
9. Софи Шедер
10. Паулине Шефер

 Стрельба
1. Даниэль Бродмайер
2. Ральф Бухайм
3. Оливер Гайс
4. Андреас Лёв
5. Андреа Линк
6. Кристиан Райц
7. Хенри Юнгхенель
8. Юлиан Юстус
9. Михаэль Янкер
10. Яна Бекман
11. Кристине Венцель
12. Селина Гшвандтнер
13. Моника Карш
14. Эва Рёскен
15. Барбара Энгледер

 Стрельба из лука
1. Флориан Флото
2. Лиза Унрух

 Теннис
1. Дастин Браун
2. Филипп Кольшрайбер
3. Ян-Леннард Штруфф
4. Анника Бек
5. Анна-Лена Грёнефельд
6. Лаура Зигемунд
7. Анжелика Кербер
8. Андреа Петкович

 Триатлон
1. Лаура Линдеман
2. Анне Хауг

 Тхэквондо
1. Тахир Гюлеч
2. Левент Тунджат
3. Рабия Гюлеч

 Тяжёлая атлетика
1. Квота 1
2. Квота 2
3. Квота 3
4. Квота 4
5. Квота 5

 Фехтование
1. Петер Йоппих
2. Матьяш Сабо
3. Максимилиан Хартунг
4. Каролин Голубицкий

 Футбол
1. Квота 1
2. Квота 2
3. Квота 3
4. Квота 4
5. Квота 5
6. Квота 6
7. Квота 7
8. Квота 8
9. Квота 9
10. Квота 10
11. Квота 11
12. Квота 12
13. Квота 13
14. Квота 14
15. Квота 15
16. Квота 16
17. Квота 17
18. Квота 18
19. Квота 19
20. Квота 20
21. Квота 21
22. Квота 22
23. Квота 23
24. Квота 24
25. Квота 25
26. Квота 26
27. Квота 27
28. Квота 28
29. Квота 29
30. Квота 30
31. Квота 31
32. Квота 32
33. Квота 33
34. Квота 34
35. Квота 35
36. Квота 36

 Хоккей на траве
1. Квота 1
2. Квота 2
3. Квота 3
4. Квота 4
5. Квота 5
6. Квота 6
7. Квота 7
8. Квота 8
9. Квота 9
10. Квота 10
11. Квота 11
12. Квота 12
13. Квота 13
14. Квота 14
15. Квота 15
16. Квота 16
17. Квота 17
18. Квота 18
19. Квота 19
20. Квота 20
21. Квота 21
22. Квота 22
23. Квота 23
24. Квота 24
25. Квота 25
26. Квота 26
27. Квота 27
28. Квота 28
29. Квота 29
30. Квота 30
31. Квота 31
32. Квота 32

 Художественная гимнастика
1. Яна Березко-Маргграндер
2. Квота 2
3. Квота 3
4. Квота 4
5. Квота 5
6. Квота 6

Примечания
1. 1 2  Максимилиан Леви выступал и в шоссейных, и в трековых велогонках

## Результаты соревнований

### Академическая гребля
В следующий раунд из каждого заезда проходят несколько лучших экипажей (в зависимости от дисциплины). В отборочный заезд попадают спортсмены, выбывшие в предварительном раунде. В финал A выходят 6 сильнейших экипажей, остальные разыгрывают места в утешительных финалах B-F.
Мужчины
| Соревнование              | Спортсмены | Предварительный заезд | Предварительный заезд | Предварительный заезд | Отборочный заезд | Отборочный заезд | Отборочный заезд | Четвертьфинал | Четвертьфинал | Четвертьфинал | Полуфинал     | Полуфинал     | Полуфинал     | Финал   | Финал   | Итоговое место |
| Соревнование              | Спортсмены | Заезд                 | Время                 | Место                 | Заезд            | Время            | Место            | Заезд         | Время         | Место         | Заезд         | Время         | Место         | Время   | Место   | Итоговое место |
| ------------------------- | --- | --------------------- | --------------------- | --------------------- | ---------------- | ---------------- | ---------------- | ------------- | ------------- | ------------- | ------------- | ------------- | ------------- | ------- | ------- | -------------- |
| двойки парные             | Марсель Хаккер Штефан Крюгер | 2                     | 6:31,85               | 3 Q                   | не участвовали   | не участвовали   | не участвовали   | не проводится | не проводится | не проводится | 2             | 6:18,32       | 4 QB          | Финал B | Финал B | 8              |
| двойки парные             | Марсель Хаккер Штефан Крюгер | 2                     | 6:31,85               | 3 Q                   | не участвовали   | не участвовали   | не участвовали   | не проводится | не проводится | не проводится | 2             | 6:18,32       | 4 QB          | 6:58,86 | 2       | 8              |
| двойки парные, лёгкий вес | Мориц Мос Джейсон Осборн | 1                     | 6:40,48               | 4                     | 2                | 7:05,36          | 1 Q              | не проводится | не проводится | не проводится | Полуфинал A/B | Полуфинал A/B | Полуфинал A/B | Финал   | Финал   |                |
| двойки парные, лёгкий вес | Мориц Мос Джейсон Осборн | 1                     | 6:40,48               | 4                     | 2                | 7:05,36          | 1 Q              | не проводится | не проводится | не проводится |               |               |               |         |         |                |
| четвёрки                  | Максимилиан Корге Максимилиан Планер Антон Браун Феликс Вимбергер                                                                                    | 1                     | 5:59,74               | 2 Q                   | не участвовали   | не участвовали   | не участвовали   | не проводится | не проводится | не проводится | не проводится | не проводится | не проводится | Финал   | Финал   |                |
| четвёрки                  | Максимилиан Корге Максимилиан Планер Антон Браун Феликс Вимбергер                                                                                    | 1                     | 5:59,74               | 2 Q                   | не участвовали   | не участвовали   | не участвовали   | не проводится | не проводится | не проводится | не проводится | не проводится | не проводится |         |         |                |
| четвёрки, лёгкий вес      | Йонатан Кох Ларс Вихерт Тобиас Францман Лукас Шефер                                                                                                  | 2                     | 6:14,87               | 4                     | 1                | 6:03,29          | 2 Q              | не проводится | не проводится | не проводится | 1             | 6:18,43       | 6 QB          | Финал B | Финал B |                |
| четвёрки, лёгкий вес      | Йонатан Кох Ларс Вихерт Тобиас Францман Лукас Шефер                                                                                                  | 2                     | 6:14,87               | 4                     | 1                | 6:03,29          | 2 Q              | не проводится | не проводится | не проводится | 1             | 6:18,43       | 6 QB          |         |         |                |
| четвёрки парные           | Филипп Венде Лауриц Шоф Карл Шульце Ханс Груне | 1                     | 5:53,63               | 3                     | 1                | 5:51,43          | 1 QA             | не проводится | не проводится | не проводится | не проводится | не проводится | не проводится | Финал A | Финал A |                |
| четвёрки парные           | Филипп Венде Лауриц Шоф Карл Шульце Ханс Груне | 1                     | 5:53,63               | 3                     | 1                | 5:51,43          | 1 QA             | не проводится | не проводится | не проводится | не проводится | не проводится | не проводится |         |         |                |
| восьмёрки                 | Максимилиан Мунски Мальте Якшик Андреас Куффнер Эрик Йоханнесен Максимилиан Райнельт Феликс Драхотта Рихард Шмидт Ханнес Оцик Мартин Зауэр (рулевой) | 2                     | 5:38,22               | 1 QA                  | не участвовали   | не участвовали   | не участвовали   | не проводится | не проводится | не проводится | не проводится | не проводится | не проводится | Финал   | Финал   |                |
| восьмёрки                 | Максимилиан Мунски Мальте Якшик Андреас Куффнер Эрик Йоханнесен Максимилиан Райнельт Феликс Драхотта Рихард Шмидт Ханнес Оцик Мартин Зауэр (рулевой) | 2                     | 5:38,22               | 1 QA                  | не участвовали   | не участвовали   | не участвовали   | не проводится | не проводится | не проводится | не проводится | не проводится | не проводится |         |         |                |

Женщины
| Соревнование              | Спортсмены                                      | Предварительный заезд | Предварительный заезд | Предварительный заезд | Отборочный заезд | Отборочный заезд | Отборочный заезд | Четвертьфинал | Четвертьфинал | Четвертьфинал | Полуфинал     | Полуфинал     | Полуфинал     | Финал   | Финал   | Итоговое место |
| Соревнование              | Спортсмены                                      | Заезд                 | Время                 | Место                 | Заезд            | Время            | Место            | Заезд         | Время         | Место         | Заезд         | Время         | Место         | Время   | Место   | Итоговое место |
| ------------------------- | ----------------------------------------------- | --------------------- | --------------------- | --------------------- | ---------------- | ---------------- | ---------------- | ------------- | ------------- | ------------- | ------------- | ------------- | ------------- | ------- | ------- | -------------- |
| двойки                    | Керстин Хартман Катрин Маршан                   | 1                     | 7:17,98               | 3 Q                   | не участвовали   | не участвовали   | не участвовали   | не проводится | не проводится | не проводится |               |               |               | Финал   | Финал   |                |
| двойки                    | Керстин Хартман Катрин Маршан                   | 1                     | 7:17,98               | 3 Q                   | не участвовали   | не участвовали   | не участвовали   | не проводится | не проводится | не проводится |               |               |               |         |         |                |
| двойки парные             | Мари-Катерин Арнольд Марайке Адамс              | 1                     | 7:13,49               | 4                     | 1                | 7:00,54          | 1 Q              | не проводится | не проводится | не проводится | 1             | 6:58,70       | 5             | Финал B | Финал B |                |
| двойки парные             | Мари-Катерин Арнольд Марайке Адамс              | 1                     | 7:13,49               | 4                     | 1                | 7:00,54          | 1 Q              | не проводится | не проводится | не проводится | 1             | 6:58,70       | 5             |         |         |                |
| двойки парные, лёгкий вес | Ронья Штурм Мари-Луиза Дрегер                   | 4                     | 7:11,08               | 3                     | 2                | 8:02,28          | 2 Q              | не проводится | не проводится | не проводится | Полуфинал A/B | Полуфинал A/B | Полуфинал A/B | Финал   | Финал   |                |
| двойки парные, лёгкий вес | Ронья Штурм Мари-Луиза Дрегер                   | 4                     | 7:11,08               | 3                     | 2                | 8:02,28          | 2 Q              | не проводится | не проводится | не проводится |               |               |               |         |         |                |
| четвёрки парные           | Аннекатрин Тиле Карина Бер Юлия Лир Лиза Шмидла | 2                     | 6:30,86               | 1 Q                   | не участвовали   | не участвовали   | не участвовали   | не проводится | не проводится | не проводится | не проводится | не проводится | не проводится | Финал   | Финал   |                |
| четвёрки парные           | Аннекатрин Тиле Карина Бер Юлия Лир Лиза Шмидла | 2                     | 6:30,86               | 1 Q                   | не участвовали   | не участвовали   | не участвовали   | не проводится | не проводится | не проводится | не проводится | не проводится | не проводится |         |         |                |

### Бадминтон
Одиночный разряд
| Соревнование | Спортсмены   | Групповой этап | Групповой этап | Групповой этап | 1/8 финала | 1/4 финала | 1/2 финала | Финал | Итоговое место |
| Соревнование | Спортсмены   | 1 матч         | 2 матч         | Место          | 1/8 финала | 1/4 финала | 1/2 финала | Финал | Итоговое место |
| ------------ | ------------ | -------------- | -------------- | -------------- | ---------- | ---------- | ---------- | ----- | -------------- |
| мужчины      | Марк Цвиблер | Группа         | Группа         | Группа         |            |            |            |       |                |
| мужчины      | Марк Цвиблер |                |                |                |            |            |            |       |                |
| женщины      | Карин Шнасе  | Группа         | Группа         | Группа         |            |            |            |       |                |
| женщины      | Карин Шнасе  |                |                |                |            |            |            |       |                |

Парный разряд
| Соревнование | Спортсмены                      | Групповой этап | Групповой этап | Групповой этап | Групповой этап | 1/4 финала | 1/2 финала | Финал | Итоговое место |
| Соревнование | Спортсмены                      | 1 матч         | 2 матч         | 3 матч         | Место          | 1/4 финала | 1/2 финала | Финал | Итоговое место |
| ------------ | ------------------------------- | -------------- | -------------- | -------------- | -------------- | ---------- | ---------- | ----- | -------------- |
| мужчины      | Михаэль Фукс Йоханнес Шёттлер   | Группа         | Группа         | Группа         | Группа         |            |            |       |                |
| мужчины      | Михаэль Фукс Йоханнес Шёттлер   |                |                |                |                |            |            |       |                |
| женщины      | Карла Нельте Йоханна Голишевски | Группа         | Группа         | Группа         | Группа         |            |            |       |                |
| женщины      | Карла Нельте Йоханна Голишевски |                |                |                |                |            |            |       |                |
| микст        | Михаэль Фукс Биргит Михельс     | Группа         | Группа         | Группа         | Группа         |            |            |       |                |
| микст        | Михаэль Фукс Биргит Михельс     |                |                |                |                |            |            |       |                |

### Бокс
Квоты, завоёванные спортсменами являются именными. Если от одной страны путёвки на Игры завоюют два и более спортсмена, то право выбора боксёра предоставляется национальному Олимпийскому комитету. Соревнования по боксу проходят по системе плей-офф. Для победы в олимпийском турнире боксёру необходимо одержать либо четыре, либо пять побед в зависимости от жеребьёвки соревнований. Оба спортсмена, проигравшие в полуфинальных поединках, становятся обладателями бронзовых наград.
Мужчины
| Категория   | Спортсмены     | Первый раунд            | Второй раунд             | Четвертьфинал        | Полуфинал            | Финал                | Место                |
| Категория   | Спортсмены     | Соперник Результат      | Соперник Результат       | Соперник Результат   | Соперник Результат   | Соперник Результат   | Место                |
| ----------- | -------------- | ----------------------- | ------------------------ | -------------------- | -------------------- | -------------------- | -------------------- |
| до 52 кг    | Хамза Туба     |                         |                          |                      |                      |                      |                      |
| до 64 кг    | Артём Арутюнян |                         |                          |                      |                      |                      |                      |
| до 69 кг    | Араик Марутян  | VENГ. Маэстре (7) П 1:2 | завершил выступление     | завершил выступление | завершил выступление | завершил выступление | завершил выступление |
| до 81 кг    | Серж Михель    | ECUК. Мина П 0:3        | завершил выступление     | завершил выступление | завершил выступление | завершил выступление | завершил выступление |
| до 91 кг    | Давид Граф     | не участвовал           | ARGЯ. Перальта (7) П 1:2 | завершил выступление | завершил выступление | завершил выступление | завершил выступление |
| свыше 91 кг | Эрик Пфайфер   | ISVК. Лорен П 1:2       | завершил выступление     | завершил выступление | завершил выступление | завершил выступление | завершил выступление |

### Борьба
В соревнованиях по борьбе, как и на предыдущих трёх Играх, будет разыгрываться 18 комплектов наград. По 6 у мужчин в вольной и греко-римской борьбе и 6 у женщин в вольной борьбе. Турнир пройдёт по олимпийской системе с выбыванием. В утешительный раунд попадают участники, проигравшие в своих поединках будущим финалистам соревнований. Каждый поединок состоит из двух раундов по 3 минуты, победителем становится спортсмен, набравший большее количество технических очков. По окончании схватки, в зависимости от результатов спортсменам начисляются классификационные очки.
Мужчины
Греко-римская борьба
На Играх в Рио-де-Жанейро Денис Кудла, в отличие от многих борцов, стартовал с первого раунда соревнований в категории до 85 кг. В первом поединке немецкий борец не позволил заработать ни одного балла киргизу Жанарбеку Кенжееву. Затем в упорной борьбе одолел грузина Роберта Кобиашвили. Но уже в четвертьфинале Кудла встретился с россиянином Давитом Чакветадзе и ничего не смог ему противопоставить. За всю схватку Денис не смог набрать ни одного очка и уступил 0:8. Благодаря тому, что Чакветадзе вышел в финал Кудла получил шанс выиграть бронзовую медаль. В утешительном турнире Кудла при абсолютно равной борьбе смог одолеть иранца Хабиболла Ахлаги и венгра Виктора Лёринца, став бронзовым призёром Олимпийских игр. Кудла также стал единственным немецким призёром в соревновании борцов в Рио-де-Жанейро. Вообще же последнюю олимпийскую награду в борьбе Германия выигрывала в 2008 году, когда Мирко Энглих стал обладателем серебряной медали.
| Соревнование | Спортсмены  | Первый раунд             | 1/8 финала                  | Четвертьфинал               | Полуфинал               | Финал                   | Место |
| Соревнование | Спортсмены  | Соперник Результат       | Соперник Результат          | Соперник Результат          | Соперник Результат      | Соперник Результат      | Место |
| ------------ | ----------- | ------------------------ | --------------------------- | --------------------------- | ----------------------- | ----------------------- | ----- |
| до 66 кг     |             |                          |                             |                             |                         |                         |       |
| до 85 кг     | Денис Кудла | KGZЖ. Кенжеев В 3:0 (PO) | GEOР. Кобиашвили В 3:1 (PP) | RUSД. Чакветадзе П 0:4 (ST) | Утешительный турнир     | Утешительный турнир     | 3     |
| до 85 кг     | Денис Кудла | KGZЖ. Кенжеев В 3:0 (PO) | GEOР. Кобиашвили В 3:1 (PP) | RUSД. Чакветадзе П 0:4 (ST) | IRIХ. Ахлаги В 3:1 (PP) | HUNВ. Лёринц В 3:1 (PP) | 3     |
| до 130 кг    |             |                          |                             |                             |                         |                         |       |

Женщины
Вольная борьба
| Соревнование | Спортсмены | Первый раунд       | 1/8 финала         | Четвертьфинал      | Полуфинал          | Финал              | Место |
| Соревнование | Спортсмены | Соперник Результат | Соперник Результат | Соперник Результат | Соперник Результат | Соперник Результат | Место |
| ------------ | ---------- | ------------------ | ------------------ | ------------------ | ------------------ | ------------------ | ----- |
| до 53 кг     |            |                    |                    |                    |                    |                    |       |
| до 58 кг     |            |                    |                    |                    |                    |                    |       |
| до 69 кг     |            |                    |                    |                    |                    |                    |       |
| до 75 кг     |            |                    |                    |                    |                    |                    |       |

### Велоспорт

#### Шоссейный велоспорт
Мужчины
| Соревнование     | Спортсмены       | Время      | Место | Отставание |
| ---------------- | ---------------- | ---------- | ----- | ---------- |
| групповая гонка  | Эмануэль Бухман  | 6:13:03    | 14    | +2:58      |
| групповая гонка  | Симон Гешке      | DNF        | DNF   | DNF        |
| групповая гонка  | Максимилиан Леви | DNF        | DNF   | DNF        |
| групповая гонка  | Тони Мартин      | DNF        | DNF   | DNF        |
| раздельная гонка | Тони Мартин      | 1:15:33,75 | 12    | +3:18,33   |
| раздельная гонка | Симон Гешке      | 1:15:49,88 | 13    | +3:34,46   |

Женщины
| Соревнование     | Спортсмены         | Время    | Место | Отставание |
| ---------------- | ------------------ | -------- | ----- | ---------- |
| групповая гонка  | Лиза Бреннауэр     | 3:56:34  | 19    | +5:07      |
| групповая гонка  | Клаудия Лихтенберг | 3:58:03  | 31    | +6:36      |
| групповая гонка  | Трикси Воррак      | 4:01:33  | 43    | +10:06     |
| групповая гонка  | Роми Каспер        | 4:02:07  | 44    | +10:40     |
| раздельная гонка | Лиза Бреннауэр     | 45:22,62 | 8     | +56,20     |
| раздельная гонка | Трикси Воррак      | 46:52,77 | 16    | +2:26,35   |

#### Трековый велоспорт
Командная гонка преследования
| Соревнование | Спортсмены | Квалификация | Квалификация | Полуфинал      | Полуфинал | Финал          | Место |
| Соревнование | Спортсмены | Время        | Место        | Соперник Время | Место     | Соперник Время | Место |
| ------------ | ---------- | ------------ | ------------ | -------------- | --------- | -------------- | ----- |
| мужчины      |            |              |              |                |           |                |       |
| женщины      |            |              |              |                |           |                |       |

Спринт
| Соревнование | Спортсмены | Квалификация   | Квалификация | Раунд 1                 | Утешительный заезд       | Раунд 2                 | Утешительный заезд       | Четвертьфинал           | Полуфинал               | Финал                    | Место |
| Соревнование | Спортсмены | Время Скорость | Место        | Соперник Время Скорость | Соперники Время Скорость | Соперник Время Скорость | Соперники Время Скорость | Соперник Время Скорость | Соперник Время Скорость | Соперники Время Скорость | Место |
| ------------ | ---------- | -------------- | ------------ | ----------------------- | ------------------------ | ----------------------- | ------------------------ | ----------------------- | ----------------------- | ------------------------ | ----- |
| мужчины      |            |                |              |                         |                          |                         |                          |                         |                         |                          |       |
|              |            |                |              |                         |                          |                         |                          |                         |                         |                          |       |
| женщины      |            |                |              |                         |                          |                         |                          |                         |                         |                          |       |
|              |            |                |              |                         |                          |                         |                          |                         |                         |                          |       |

Командный спринт
| Соревнование | Спортсмены | Квалификация   | Квалификация | Полуфинал               | Полуфинал | Финал                   | Место |
| Соревнование | Спортсмены | Время Скорость | Место        | Соперник Время Скорость | Место     | Соперник Время Скорость | Место |
| ------------ | ---------- | -------------- | ------------ | ----------------------- | --------- | ----------------------- | ----- |
| мужчины      |            |                |              |                         |           |                         |       |
| женщины      |            |                |              |                         |           |                         |       |

Кейрин
| Соревнование | Спортсмены | Первый раунд | Первый раунд | Утешительный заезд | Утешительный заезд | Второй раунд | Второй раунд | Финал | Итоговое место |
| Соревнование | Спортсмены | Заезд        | Место        | Заезд              | Место              | Заезд        | Место        | Место | Итоговое место |
| ------------ | ---------- | ------------ | ------------ | ------------------ | ------------------ | ------------ | ------------ | ----- | -------------- |
| мужчины      |            |              |              |                    |                    |              |              |       |                |
|              |            |              |              |                    |                    |              |              |       |                |
| женщины      |            |              |              |                    |                    |              |              |       |                |
|              |            |              |              |                    |                    |              |              |       |                |

Омниум
| Соревнование | Спортсмены | Круг с хода | Круг с хода | Гонка по очкам | Гонка по очкам | Гонка с выбыванием | Гонка преследования | Гонка преследования | Скретч | Гит с места | Гит с места | Сумма очков | Итоговое место |
| Соревнование | Спортсмены | Время       | Место       | Очки           | Место          | Место              | Время               | Место               | Место  | Время       | Место       | Сумма очков | Итоговое место |
| ------------ | ---------- | ----------- | ----------- | -------------- | -------------- | ------------------ | ------------------- | ------------------- | ------ | ----------- | ----------- | ----------- | -------------- |
| мужчины      |            |             |             |                |                |                    |                     |                     |        |             |             |             |                |
| женщины      |            |             |             |                |                |                    |                     |                     |        |             |             |             |                |

#### Маунтинбайк
Мужчины
| Соревнование | Спортсмены | Время | Место | Отставание |
| ------------ | ---------- | ----- | ----- | ---------- |
| кросс-кантри |            |       |       |            |
|              |            |       |       |            |

Женщины
| Соревнование | Спортсмены | Время | Место | Отставание |
| ------------ | ---------- | ----- | ----- | ---------- |
| кросс-кантри |            |       |       |            |
|              |            |       |       |            |

#### BMX
Мужчины
| Соревнование | Спортсмены | Квалификация | Квалификация | 1\4 финала | 1\4 финала  | 1\4 финала  | 1\4 финала  | 1\4 финала  | 1\4 финала  | 1\4 финала | 1\4 финала | 1\2 финала | 1\2 финала  | 1\2 финала  | 1\2 финала  | 1\2 финала | 1\2 финала | Финал | Финал | Место |
| Соревнование | Спортсмены | Время        | Место        | Заезд      | 1 гонка     | 2 гонка     | 3 гонка     | 4 гонка     | 5 гонка     | Всего      | Место      | Заезд      | 1 гонка     | 2 гонка     | 3 гонка     | Всего      | Место      | Финал | Финал | Место |
| Соревнование | Спортсмены | Время        | Место        | Заезд      | Время Место | Время Место | Время Место | Время Место | Время Место | Всего      | Место      | Заезд      | Время Место | Время Место | Время Место | Всего      | Место      | Время | Место | Место |
| ------------ | ---------- | ------------ | ------------ | ---------- | ----------- | ----------- | ----------- | ----------- | ----------- | ---------- | ---------- | ---------- | ----------- | ----------- | ----------- | ---------- | ---------- | ----- | ----- | ----- |
| BMX          |            |              |              |            |             |             |             |             |             |            |            |            |             |             |             |            |            |       |       |       |

Женщины
| Соревнование | Спортсмены | Квалификация | Квалификация | 1\2 финала | 1\2 финала  | 1\2 финала  | 1\2 финала  | 1\2 финала | 1\2 финала | Финал | Финал | Место |
| Соревнование | Спортсмены | Время        | Место        | Заезд      | 1 гонка     | 2 гонка     | 3 гонка     | Всего      | Место      | Финал | Финал | Место |
| Соревнование | Спортсмены | Время        | Место        | Заезд      | Время Место | Время Место | Время Место | Всего      | Место      | Время | Место | Место |
| ------------ | ---------- | ------------ | ------------ | ---------- | ----------- | ----------- | ----------- | ---------- | ---------- | ----- | ----- | ----- |
| BMX          |            |              |              |            |             |             |             |            |            |       |       |       |

### Водные виды спорта

#### Плавание
В следующий раунд на каждой дистанции проходят спортсмены, показавшие лучший результат, независимо от места, занятого в своём заплыве.
Мужчины
| Дистанция                        | Спортсмены                                                      | Предварительный раунд | Предварительный раунд | Предварительный раунд | Полуфинал                                                       | Полуфинал                                                       | Полуфинал                                                       | Финал                 | Финал                 |
| Дистанция                        | Спортсмены                                                      | Заплыв                | Результат             | Место                 | Заплыв                                                          | Результат                                                       | Место                                                           | Результат             | Место                 |
| -------------------------------- | --------------------------------------------------------------- | --------------------- | --------------------- | --------------------- | --------------------------------------------------------------- | --------------------------------------------------------------- | --------------------------------------------------------------- | --------------------- | --------------------- |
| 50 метров вольным стилем         | Дамиан Вирлинг                                                  | 9                     | 22,18                 | 19                    | завершил выступление                                            | завершил выступление                                            | завершил выступление                                            | завершил выступление  | завершил выступление  |
| 100 метров вольным стилем        | Дамиан Вирлинг                                                  | 8                     | 48,35                 | 7 Q                   | 2                                                               | 48,66                                                           | 15                                                              | завершил выступление  | завершил выступление  |
| 100 метров вольным стилем        | Бьорн Хорникель                                                 | 5                     | 49,62                 | 39                    | завершил выступление                                            | завершил выступление                                            | завершил выступление                                            | завершил выступление  | завершил выступление  |
| 200 метров вольным стилем        | Пауль Бидерман                                                  | 4                     | 1:45,78               | 2 Q                   | 1                                                               | 1:45,69                                                         | 4 Q                                                             | 1:45,84               | 6                     |
| 200 метров вольным стилем        | Кристоф Фильдебрандт                                            | 5                     | 1:47,81               | 28                    | завершил выступление                                            | завершил выступление                                            | завершил выступление                                            | завершил выступление  | завершил выступление  |
| 400 метров вольным стилем        | Флориан Фогель                                                  | 6                     | 3:45,49               | 9                     | не проводится                                                   | не проводится                                                   | не проводится                                                   | завершил выступление  | завершил выступление  |
| 400 метров вольным стилем        | Клеменс Рапп                                                    | 5                     | 3:49,10               | 24                    | не проводится                                                   | не проводится                                                   | не проводится                                                   | завершил выступление  | завершил выступление  |
| 1500 метров вольным стилем       | Флориан Велльброк                                               | 6                     | 15:23,88              | 32                    | не проводится                                                   | не проводится                                                   | не проводится                                                   | завершил выступление  | завершил выступление  |
| 100 метров баттерфляем           | Штеффен Дайблер                                                 | 4                     | 52,14                 | 18                    | завершил выступление                                            | завершил выступление                                            | завершил выступление                                            | завершил выступление  | завершил выступление  |
| 100 метров на спине              | Ян-Филип Глания                                                 | 3                     | 53,87                 | 15 Q                  | 2                                                               | 53,94                                                           | 12                                                              | завершил выступление  | завершил выступление  |
| 200 метров на спине              | Ян-Филип Глания                                                 | 2                     | 1:56,50               | 6 Q                   | 1                                                               | 1:56,53                                                         | 9                                                               | завершил выступление  | завершил выступление  |
| 200 метров на спине              | Кристиан Динер                                                  | 2                     | 1:56,62               | 9 Q                   | 2                                                               | 1:56,37                                                         | 8 Q                                                             | 1:56,27               | 7                     |
| 100 метров брассом               | Кристиан фон Лен                                                | 4                     | 1:00,13               | 15 Q                  | 2                                                               | 1:00,23                                                         | 12                                                              | завершил выступление  | завершил выступление  |
| 200 метров брассом               | Марко Кох                                                       | 4                     | 2:08,98               | 5 Q                   | 2                                                               | 2:08,12                                                         | 7 Q                                                             | 2:08,00               | 7                     |
| 200 метров комплексным плаванием | Филип Хайнц                                                     | 2                     | 1:57,59 NR            | 2 Q                   | 1                                                               | 1:58,85                                                         | 8 Q                                                             | 1:57,48 NR            | 6                     |
| 400 метров комплексным плаванием | Иоганнес Хинце                                                  | 3                     | 4:18,25               | 18                    | не проводится                                                   | не проводится                                                   | не проводится                                                   | завершил выступление  | завершил выступление  |
| 400 метров комплексным плаванием | Якоб Хайдтман                                                   | 4                     | DSQ                   | DSQ                   | не проводится                                                   | не проводится                                                   | не проводится                                                   | завершил выступление  | завершил выступление  |
| Эстафета                         | Предварительный раунд                                           | Предварительный раунд | Предварительный раунд | Предварительный раунд | Финал                                                           | Финал                                                           | Финал                                                           | Финал                 | Финал                 |
| Эстафета                         | Состав                                                          | Заплыв                | Результат             | Место                 | Состав                                                          | Состав                                                          | Состав                                                          | Результат             | Место                 |
| 4×100 метров вольным стилем      | Штеффен Дайблер Бьорн Хорникель Филипп Вольф Дамиан Вирлинг     | 1                     | 3:14,97               | 11                    | завершили выступление                                           | завершили выступление                                           | завершили выступление                                           | завершили выступление | завершили выступление |
| 4×200 метров вольным стилем      | Флориан Фогель Якоб Хайдтман Клеменс Рапп Пауль Бидерман        | 2                     | 7:07,66               | 4 Q                   | Флориан Фогель Кристоф Фильдебрандт Клеменс Рапп Пауль Бидерман | Флориан Фогель Кристоф Фильдебрандт Клеменс Рапп Пауль Бидерман | Флориан Фогель Кристоф Фильдебрандт Клеменс Рапп Пауль Бидерман | 7:07,28               | 6                     |
| 4×100 метров комбинированная     | Ян-Филип Глания Кристиан фон Лен Штеффен Дайблер Дамиан Вирлинг | 1                     | 3:33,67               | 8 Q                   | Ян-Филип Глания Марко Кох Штеффен Дайблер Дамиан Вирлинг        | Ян-Филип Глания Марко Кох Штеффен Дайблер Дамиан Вирлинг        | Ян-Филип Глания Марко Кох Штеффен Дайблер Дамиан Вирлинг        | 3:33,50               | 7                     |

Открытая вода
| Дистанция     | Спортсмены       | Результат | Место | Отставание |
| ------------- | ---------------- | --------- | ----- | ---------- |
| 10 километров | Кристиан Райхерт | 1:53:04,7 | 9     | +4,9       |

Женщины
| Дистанция                        | Спортсмены                                                 | Предварительный раунд | Предварительный раунд | Предварительный раунд | Полуфинал             | Полуфинал             | Полуфинал             | Финал                 | Финал                 |
| Дистанция                        | Спортсмены                                                 | Заплыв                | Результат             | Место                 | Заплыв                | Результат             | Место                 | Результат             | Место                 |
| -------------------------------- | ---------------------------------------------------------- | --------------------- | --------------------- | --------------------- | --------------------- | --------------------- | --------------------- | --------------------- | --------------------- |
| 50 метров вольным стилем         | Доротеа Брандт                                             | 12                    | 24,77                 | 13 Q                  | 2                     | 24,71                 | 14                    | завершила выступление | завершила выступление |
| 200 метров вольным стилем        | Анника Брун                                                | 3                     | 1:58,48               | 20                    | завершила выступление | завершила выступление | завершила выступление | завершила выступление | завершила выступление |
| 400 метров вольным стилем        | Сара Кёлер                                                 | 2                     | 4:06,55               | 10                    | не проводится         | не проводится         | не проводится         | завершила выступление | завершила выступление |
| 800 метров вольным стилем        | Леони Бек                                                  | 2                     | 8:47,47               | 25                    | не проводится         | не проводится         | не проводится         | завершила выступление | завершила выступление |
| 800 метров вольным стилем        | Сара Кёлер                                                 | 4                     | 8:24,65               | 7 Q                   | не проводится         | не проводится         | не проводится         | 8:27,75               | 8                     |
| 100 метров баттерфляем           | Александра Венк                                            | 4                     | 58,49                 | 21                    | завершила выступление | завершила выступление | завершила выступление | завершила выступление | завершила выступление |
| 200 метров баттерфляем           | Франциска Хентке                                           | 2                     | 2:07,59               | 9 Q                   | 2                     | 2:07,67               | 11                    | завершила выступление | завершила выступление |
| 200 метров на спине              | Лиза Граф                                                  | 2                     | 2:08,67               | 4 Q                   | 1                     | 2:09,56               | 14                    | завершила выступление | завершила выступление |
| 200 метров на спине              | Йенни Менсинг                                              | 4                     | 2:10,68               | 16 Q                  | 1                     | 2:10,15               | 16                    | завершила выступление | завершила выступление |
| 200 метров комплексным плаванием | Александра Венк                                            | 5                     | 2:12,46               | 13 Q                  | 2                     | 2:12,13               | 11                    | завершила выступление | завершила выступление |
| 400 метров комплексным плаванием | Франциска Хентке                                           | 3                     | 4:43,32               | 21                    | не проводится         | не проводится         | не проводится         | завершила выступление | завершила выступление |
| Эстафета                         | Предварительный раунд                                      | Предварительный раунд | Предварительный раунд | Предварительный раунд | Финал                 | Финал                 | Финал                 | Финал                 | Финал                 |
| Эстафета                         | Состав                                                     | Заплыв                | Результат             | Место                 | Состав                | Состав                | Состав                | Результат             | Место                 |
| 4×200 метров вольным стилем      | Анника Брун Леони Кулман Паулина Шмидель Сара Кёлер        | 2                     | 7:56,74               | 12                    | завершили выступление | завершили выступление | завершили выступление | завершили выступление | завершили выступление |
| 4×100 метров комбинированная     | Йенни Менсинг Ванесса Гримберг Александра Венк Анника Брун | 2                     | 4:02,19               | 12                    | завершили выступление | завершили выступление | завершили выступление | завершили выступление | завершили выступление |

Открытая вода
| Дистанция     | Спортсмены    | Результат | Место | Отставание |
| ------------- | ------------- | --------- | ----- | ---------- |
| 10 километров | Изабель Херле | 1:57:22,1 | 6     | +50,0      |

#### Прыжки в воду
Мужчины
| Соревнование                 | Спортсмены                 | Предварительный раунд | Предварительный раунд | Полуфинал     | Полуфинал     | Финал                | Финал                |
| Соревнование                 | Спортсмены                 | Результат             | Место                 | Результат     | Место         | Результат            | Место                |
| ---------------------------- | -------------------------- | --------------------- | --------------------- | ------------- | ------------- | -------------------- | -------------------- |
| трамплин, 3 метра            | Штефан Фек                 | 423,50                | 9 (Q)                 | 354,20        | 17            | завершил выступление | завершил выступление |
| трамплин, 3 метра            | Патрик Хаусдинг            | 440,00                | 6 (Q)                 | 413,50        | 10 (Q)        | 498,90               | 3                    |
| вышка, 10 метров             | Мартин Вольфрам            |                       |                       |               |               |                      |                      |
| вышка, 10 метров             | Саша Кляйн                 |                       |                       |               |               |                      |                      |
| синхронный трамплин, 3 метра | Штефан Фек Патрик Хаусдинг | не проводится         | не проводится         | не проводится | не проводится | 410,10               | '4                   |
| синхронная вышка, 10 метров  | Патрик Хаусдинг Саша Кляйн | не проводится         | не проводится         | не проводится | не проводится | 438,42               | 4                    |

Женщины
В индивидуальных прыжках с трёхметрового трамплина Германию представляли Тина Пунцель и Нора Субшински. И если Пунцель выбыла уже в полуфинале, то Субшински смогла пробиться в финал. В квалификационных раундах Норе ни разу не удавалось попасть в десятку сильнейших, но в финале немка смогла немного улучшить свои результаты. И хотя Субшински не удалось составить конкуренцию лидерам соревнований, тем не менее, набрав по итогам пяти прыжков 317,10 балла, Нора заняла итоговое 9-е место. Сразу после окончания финала в прыжках с трёхметрового трамплина Нора Субшински объявила о завершении спортивной карьеры. На трёх предыдущих Играх Субшински выступала в прыжках с вышки, но из-за полученных травм и операции была вынуждена выступать на трамплине.
| Соревнование                 | Спортсмены                  | Предварительный раунд | Предварительный раунд | Полуфинал             | Полуфинал             | Финал                 | Финал                 |
| Соревнование                 | Спортсмены                  | Результат             | Место                 | Результат             | Место                 | Результат             | Место                 |
| ---------------------------- | --------------------------- | --------------------- | --------------------- | --------------------- | --------------------- | --------------------- | --------------------- |
| трамплин, 3 метра            | Нора Субшински              | 302,05                | 16 Q                  | 308,25                | 12 Q                  | 317,10                | 9                     |
| трамплин, 3 метра            | Тина Пунцель                | 307,95                | 13 Q                  | 291,60                | 17                    | завершила выступление | завершила выступление |
| вышка, 10 метров             | Елена Вассен                | 291.90                | 16 (Q)                |                       |                       |                       |                       |
| вышка, 10 метров             | Мария Курьо                 | 287.00                | 21                    | завершила выступление | завершила выступление | завершила выступление | завершила выступление |
| синхронный трамплин, 3 метра | Тина Пунцель Нора Субшински | не проводится         | не проводится         | не проводится         | не проводится         | 284,25                | 7                     |

### Волейбол

#### Пляжный волейбол
Мужчины
| Соревнование | Спортсмены                    | Групповой этап                         | Групповой этап                                  | Групповой этап            | Групповой этап | 1/8 финала     | Четвертьфинал  | Полуфинал      | Финал          | Место |
| Соревнование | Спортсмены                    | Соперники Счёт                         | Соперники Счёт                                  | Соперники Счёт            | Место          | Соперники Счёт | Соперники Счёт | Соперники Счёт | Соперники Счёт | Место |
| ------------ | ----------------------------- | -------------------------------------- | ----------------------------------------------- | ------------------------- | -------------- | -------------- | -------------- | -------------- | -------------- | ----- |
| мужчины      | Маркус Бёккерман Ларс Флюгген | Группа B                               | Группа B                                        | Группа B                  | Группа B       |                |                |                |                |       |
| мужчины      | Маркус Бёккерман Ларс Флюгген | POLП. Кантор / Б. Лосяк П 11:21, 21:23 | NEDА. Брауэр / Р. Меувсен П 19:21, 21:17, 14:16 | RUSД. Барсук / Н. Лямин : |                |                |                |                |                |       |

Женщины
| Соревнование | Спортсмены                     | Групповой этап                             | Групповой этап                                     | Групповой этап               | Групповой этап | 1/8 финала     | Четвертьфинал  | Полуфинал      | Финал          | Место |
| Соревнование | Спортсмены                     | Соперники Счёт                             | Соперники Счёт                                     | Соперники Счёт               | Место          | Соперники Счёт | Соперники Счёт | Соперники Счёт | Соперники Счёт | Место |
| ------------ | ------------------------------ | ------------------------------------------ | -------------------------------------------------- | ---------------------------- | -------------- | -------------- | -------------- | -------------- | -------------- | ----- |
| женщины      | Лаура Людвиг Кира Валькенхорст | Группа D                                   | Группа D                                           | Группа D                     | Группа D       |                |                |                |                |       |
| женщины      | Лаура Людвиг Кира Валькенхорст | EGYД. Эль-Гобаши / Н. Мивад В 21:12, 21:15 | CANД. Бродер / К. Вальяс В 21:17, 21:11            | ITAМ. Менегатти / Р. Перри : |                |                |                |                |                |       |
| женщины      | Карла Боргер Бритта Бюте       | Группа E                                   | Группа E                                           | Группа E                     | Группа E       |                |                |                |                |       |
| женщины      | Карла Боргер Бритта Бюте       | SUIЙ. Хайдрих / Н. Цумкер П 12:21, 16:21   | NEDС. ван Гестел / Я. ван дер Влист В 21:19, 21:14 | CANХ. Бейнсли / С. Паван :   |                |                |                |                |                |       |

### Гандбол

#### Мужчины
Мужская сборная Германии квалифицировалась на Игры, заняв первое место на чемпионате Европы 2016 года.
Состав
| Номер         | Имя                | Дата рождения   | Рост, см | Вес, кг | Клуб                  | Игры    | Голы    |
| Вратари       | Вратари            | Вратари         | Вратари  | Вратари | Вратари               | Вратари | Вратари |
| ------------- | ------------------ | --------------- | -------- | ------- | --------------------- | ------- | ------- |
|               | Сильвио Хайнветтер | 21 октября 1984 | 194      |         | Фюксе Берлин          |         |         |
|               | Андреас Вольфф     | 3 марта 1991    | 198      |         | Киль                  |         |         |
| Крайние       |                    |                 |          |         |                       |         |         |
|               | Патрик Грёцки      | 4 июля 1989     | 189      |         | Райн-Неккар Лёвен     |         |         |
|               | Тобиас Райхман     | 27 мая 1988     | 188      |         | Виве Тарги Кильце     |         |         |
|               | Уве Генсхаймер     | 26 октября 1986 | 188      |         | Пари Сен-Жермен       |         |         |
| Разыгрывающие |                    |                 |          |         |                       |         |         |
|               | Пол Друкс          | 7 февраля 1995  | 192      |         | Фюксе Берлин          |         |         |
|               | Мартин Штробель    | 5 июня 1986     | 189      |         | Балинген-Вайльштеттен |         |         |
| Полусредние   |                    |                 |          |         |                       |         |         |
|               | Кай Хефнер         | 10 июля 1989    | 192      |         | Ганновер-Бурдгоф      |         |         |
|               | Фабиан Виде        | 8 февраля 1994  | 194      |         | Фюксе Берлин          |         |         |
|               | Кристиан Диссингер | 15 ноября 1991  | 202      |         | Киль                  |         |         |
|               | Юлиус Кюн          | 1 апреля 1993   | 198      |         | Гуммерсбах            |         |         |
|               | Финн Лемке         | 30 апреля 1992  | 210      |         | Магдебург             |         |         |
| Линейные      |                    |                 |          |         |                       |         |         |
|               | Патрик Винцек      | 22 марта 1989   | 200      |         | Киль                  |         |         |
|               | Хендрик Пекелер    | 2 июля 1991     | 203      |         | Райн-Неккар Лёвен     |         |         |

| Имя              | Гражданство | Дата рождения |
| ---------------- | ----------- | ------------- |
| Дагур Сигурдссон | Исландия    | 3 апреля 1973 |

Результаты
Групповой этап (Группа B)
| Место | Команда  | И | В | Н | П | ГЗ  | ГП  | +/- | Очки |
| ----- | -------- | - | - | - | - | --- | --- | --- | ---- |
| 1     | Германия | 5 | 4 | 0 | 1 | 153 | 141 | +12 | 8    |
| 2     | Словения | 5 | 4 | 0 | 1 | 137 | 126 | +11 | 8    |
| 3     | Бразилия | 5 | 2 | 1 | 2 | 141 | 150 | -9  | 5    |
| 4     | Польша   | 5 | 2 | 0 | 3 | 139 | 140 | -1  | 4    |
| 5     | Египет   | 5 | 1 | 1 | 3 | 129 | 143 | -14 | 3    |
| 6     | Швеция   | 5 | 1 | 0 | 4 | 132 | 131 | +1  | 2    |

| 2016-08-07 11:30 UTC-3 | Швеция              | 29:32   | Германия      | Арена ду Футуру, Рио-де-Жанейро Зрителей: 7819 Судьи: Хансен, Гединг (DEN) |
| 2016-08-07 11:30 UTC-3 | Йерри Толлбринг — 8 | (15:18) | 7 — Юлиус Кюн | Арена ду Футуру, Рио-де-Жанейро Зрителей: 7819 Судьи: Хансен, Гединг (DEN) |
| 2016-08-07 11:30 UTC-3 | 9× 4×               | Отчёт   | 9× 3×         | Арена ду Футуру, Рио-де-Жанейро Зрителей: 7819 Судьи: Хансен, Гединг (DEN) |

| 2016-08-09 11:30 UTC-3 | Германия                                   | 32:29   | Польша               | Арена ду Футуру, Рио-де-Жанейро Судьи: Ралуй, Сабросо Рамирес (ESP) |
| 2016-08-09 11:30 UTC-3 | Уве Генсхаймер, Фабиан Виде, Юлиус Кюн — 5 | (16:14) | 10 — Кароль Белецкий | Арена ду Футуру, Рио-де-Жанейро Судьи: Ралуй, Сабросо Рамирес (ESP) |
| 2016-08-09 11:30 UTC-3 | 6× 4× 1×                                   | Отчёт   | 5× 3×                | Арена ду Футуру, Рио-де-Жанейро Судьи: Ралуй, Сабросо Рамирес (ESP) |

| 2016-08-11 16:40 UTC-3 | Бразилия | − : − | Германия | Фьючер Арена, Рио-де-Жанейро |
| 2016-08-11 16:40 UTC-3 |          |       |          | Фьючер Арена, Рио-де-Жанейро |
| 2016-08-11 16:40 UTC-3 |          |       |          | Фьючер Арена, Рио-де-Жанейро |

| 2016-08-13 09:30 UTC-3 | Словения | − : − | Германия | Фьючер Арена, Рио-де-Жанейро |
| 2016-08-13 09:30 UTC-3 |          |       |          | Фьючер Арена, Рио-де-Жанейро |
| 2016-08-13 09:30 UTC-3 |          |       |          | Фьючер Арена, Рио-де-Жанейро |

| 2016-08-15 11:30 UTC-3 | Германия | − : − | Египет | Фьючер Арена, Рио-де-Жанейро |
| 2016-08-15 11:30 UTC-3 |          |       |        | Фьючер Арена, Рио-де-Жанейро |
| 2016-08-15 11:30 UTC-3 |          |       |        | Фьючер Арена, Рио-де-Жанейро |

### Гимнастика

#### Спортивная гимнастика
В квалификационном раунде проходил отбор, как в финал командного многоборья, так и в финалы личных дисциплин. В финал индивидуального многоборья отбиралось 24 спортсмена с наивысшими результатами, а в финалы отдельных упражнений по 8 спортсменов, причём в финале личных дисциплин страна не могла быть представлена более, чем 2 спортсменами. В командном многоборье в квалификации на каждом снаряде выступали по 4 спортсмена, а в зачёт шли три лучших результата. В финале командных соревнований на каждом снаряде выступало по три спортсмена и все три результата шли в зачёт.
Мужчины
 Многоборья
| Соревнование         | Спортсмены          | Квалификация        | Квалификация | Квалификация | Квалификация   | Квалификация        | Квалификация | Квалификация | Квалификация | Финал                | Финал                | Финал                | Финал                | Финал                | Финал                | Финал                | Финал                |
| Соревнование         | Спортсмены          | Вольные выступления | Конь         | Кольца       | Опорный прыжок | Параллельные брусья | Перекладина  | Всего        | Место        | Вольные выступления  | Конь                 | Кольца               | Опорный прыжок       | Параллельные брусья  | Перекладина          | Всего                | Место                |
| -------------------- | ------------------- | ------------------- | ------------ | ------------ | -------------- | ------------------- | ------------ | ------------ | ------------ | -------------------- | -------------------- | -------------------- | -------------------- | -------------------- | -------------------- | -------------------- | -------------------- |
| личное многоборье    | Марсель Нгуен       | 14,500              | 13,433       | 14,733       | 14,600         | 15,466              | 13,366       | 86,098       | 22 Q         | 14,733               | 12,666               | 14,600               | 14,666               | 14,900               | 14,466               | 86,031               | 19                   |
| личное многоборье    | Андреас Бретшнайдер | 14,800              | 13,641       | 14,158       | 14,633         | 14,833              | 13,633       | 85,698       | 24 Q         | 14,733               | 13,500               | 13,833               | 14,533               | 14,533               | 13,833               | 84,965               | 20                   |
| личное многоборье    | Андреас Тоба        | 1,633               | 14,233       | DNS          | DNS            | DNS                 | 14,633       | DNF          | —            | завершил выступление | завершил выступление | завершил выступление | завершил выступление | завершил выступление | завершил выступление | завершил выступление | завершил выступление |
| командное многоборье | Андреас Бретшнайдер | 14,800              | 13,641       | 14,158       | 14,633         | 14,833              | 13,633       |              |              | 14,533               | 13,516               | 14,466               |                      | 14,425               | 13,666               |                      |                      |
| командное многоборье | Лукас Даузер        |                     | 13,733       | 13,916       | 13,833         | 15,266              |              |              |              |                      | 14,066               | 13,800               | 14,783               | 15,500               |                      |                      |                      |
| командное многоборье | Фабиан Хамбюхен     | 14,041              |              |              | 15,166         |                     | 15,533       |              |              | 14,666               |                      |                      | 15,091               |                      | 15,666               |                      |                      |
| командное многоборье | Марсель Нгуен       | 14,500              | 13,433       | 14,733       | 14,600         | 15,466              | 13,366       |              |              | 14,333               | 13,366               | 14,866               | 14,666               | 15,466               | 14,400               |                      |                      |
| командное многоборье | Андреас Тоба        | 1,633               | 14,233       | DNS          | DNS            | DNS                 | 14,633       |              |              |                      |                      |                      |                      |                      |                      |                      |                      |
| командное многоборье | всего               | 43,341              | 41,607       | 42,807       | 44,399         | 45,565              | 43,799       | 261,518      | 8 Q          | 43,352               | 40,948               | 43,132               | 44,540               | 45,391               | 43,732               | 261,275              | 7                    |

 Индивидуальные упражнения
| Соревнование        | Спортсмены          | Квалификация | Квалификация | Финал                | Финал                |
| Соревнование        | Спортсмены          | Очки         | Место        | Очки                 | Место                |
| ------------------- | ------------------- | ------------ | ------------ | -------------------- | -------------------- |
| вольные упражнения  | Андреас Бретшнайдер | 14,800       | 23           | завершил выступление | завершил выступление |
| вольные упражнения  | Марсель Нгуен       | 14,500       | 30           | завершил выступление | завершил выступление |
| вольные упражнения  | Фабиан Хамбюхен     | 14,041       | 43           | завершил выступление | завершил выступление |
| вольные упражнения  | Андреас Тоба        | 1,633        | 72           | завершил выступление | завершил выступление |
| конь                | Андреас Тоба        | 14,233       | 32           | завершил выступление | завершил выступление |
| конь                | Лукас Даузер        | 13,733       | 50           | завершил выступление | завершил выступление |
| конь                | Андреас Бретшнайдер | 13,641       | 52           | завершил выступление | завершил выступление |
| конь                | Марсель Нгуен       | 13,433       | 54           | завершил выступление | завершил выступление |
| кольца              | Марсель Нгуен       | 14,733       | 18           | завершил выступление | завершил выступление |
| кольца              | Андреас Бретшнайдер | 14,158       | 40           | завершил выступление | завершил выступление |
| кольца              | Лукас Даузер        | 13,916       | 50           | завершил выступление | завершил выступление |
| кольца              | Андреас Тоба        | DNS          | —            | завершил выступление | завершил выступление |
| параллельные брусья | Марсель Нгуен       | 15,466       | 11           | завершил выступление | завершил выступление |
| параллельные брусья | Лукас Даузер        | 15,266       | 19           | завершил выступление | завершил выступление |
| параллельные брусья | Андреас Бретшнайдер | 14,833       | 36           | завершил выступление | завершил выступление |
| параллельные брусья | Андреас Тоба        | DNS          | —            | завершил выступление | завершил выступление |
| перекладина         | Фабиан Хамбюхен     | 15,533       | 1 Q          |                      |                      |
| перекладина         | Андреас Тоба        | 14,633       | 26           | завершил выступление | завершил выступление |
| перекладина         | Андреас Бретшнайдер | 13,633       | 55           | завершил выступление | завершил выступление |
| перекладина         | Марсель Нгуен       | 13,366       | 62           | завершил выступление | завершил выступление |

Женщины
 Многоборья
| Соревнование         | Спортсмены    | Квалификация   | Квалификация        | Квалификация | Квалификация       | Квалификация | Квалификация | Финал          | Финал               | Финал  | Финал              | Финал   | Финал |  |
| Соревнование         | Спортсмены    | Опорный прыжок | Разновысокие брусья | Бревно       | Вольные упражнения | Всего        | Место        | Опорный прыжок | Разновысокие брусья | Бревно | Вольные упражнения | Всего   | Место |  |
| -------------------- | ------------- | -------------- | ------------------- | ------------ | ------------------ | ------------ | ------------ | -------------- | ------------------- | ------ | ------------------ | ------- | ----- |  |
| личное многоборье    | Элизабет Зайц | 14,100         | 15,466              | 13,866       | 13,666             | 57,098       | 11 Q         |                |                     |        |                    |         |       |  |
| личное многоборье    | Софи Шедер    | 13,966         | 15,433              | 12,933       | 13,266             | 55,598       | 28 Q         |                |                     |        |                    |         |       |  |
| командное многоборье | Табеа Альт    | 14,833         | 14,666              | 14,233       |                    |              |              | 14,800         |                     | 14,600 |                    |         |       |  |
| командное многоборье | Ким Буи       |                | 14,800              |              | 13,766             |              |              |                | 14,900              |        |                    |         |       |  |
| командное многоборье | Паулине Шефер | 14,400         |                     | 14,400       | 14,300             |              |              | 14,266         |                     | 14,500 | 14,375             |         |       |  |
| командное многоборье | Софи Шедер    | 13,966         | 15,433              | 12,933       | 13,266             |              |              | 13,933         | 15,466              |        |                    |         |       |  |
| командное многоборье | Элизабет Зайц | 14,100         | 15,466              | 13,866       | 13,666             |              |              |                | 15,533              | 14,000 | 13,833             |         |       |  |
| командное многоборье | всего         | 43,333         | 45,699              | 42,499       | 41,732             | 173,263      | 6 Q          | 42,999         | 45,899              | 43,100 | 41,674             | 173,672 | 6     |  |

 Индивидуальные упражнения
| Соревнование        | Спортсмены    | Квалификация | Квалификация | Финал                 | Финал                 |
| Соревнование        | Спортсмены    | Очки         | Место        | Очки                  | Место                 |
| ------------------- | ------------- | ------------ | ------------ | --------------------- | --------------------- |
| разновысокие брусья | Элизабет Зайц | 15,466       | 5 Q          |                       |                       |
| разновысокие брусья | Софи Шедер    | 15,433       | 6 Q          |                       |                       |
| разновысокие брусья | Ким Буи       | 14,800       | 19           | завершила выступление | завершила выступление |
| разновысокие брусья | Табеа Альт    | 14,666       | 25           | завершила выступление | завершила выступление |
| бревно              | Паулине Шефер | 14,400       | 15           | завершила выступление | завершила выступление |
| бревно              | Табеа Альт    | 14,233       | 21           | завершила выступление | завершила выступление |
| бревно              | Элизабет Зайц | 13,866       | 31           | завершила выступление | завершила выступление |
| бревно              | Софи Шедер    | 12,933       | 62           | завершила выступление | завершила выступление |
| вольные упражнения  | Паулине Шефер | 14,300       | 12           | завершила выступление | завершила выступление |
| вольные упражнения  | Ким Буи       | 13,766       | 29           | завершила выступление | завершила выступление |
| вольные упражнения  | Элизабет Зайц | 13,666       | 34           | завершила выступление | завершила выступление |
| вольные упражнения  | Софи Шедер    | 13,266       | 47           | завершила выступление | завершила выступление |

#### Художественная гимнастика
Женщины
| Соревнование              | Спортсмены              | Квалификация | Квалификация | Финал                 | Финал                 |
| Соревнование              | Спортсмены              | Очки         | Место        | Очки                  | Место                 |
| ------------------------- | ----------------------- | ------------ | ------------ | --------------------- | --------------------- |
| индивидуальное многоборье | Яна Березко-Маргграндер | 68,249       | 18           | Завершила выступление | Завершила выступление |
| групповое многоборье      |                         |              |              |                       |                       |

#### Прыжки на батуте
Женщины
| Соревнование      | Спортсмены | Квалификация | Квалификация | Финал | Финал |
| Соревнование      | Спортсмены | Очки         | Место        | Очки  | Место |
| ----------------- | ---------- | ------------ | ------------ | ----- | ----- |
| личное первенство | Леони Адам |              |              |       |       |

### Гольф
Последний раз соревнования по гольфу в рамках Олимпийских игр проходили в 1904 году. Соревнования гольфистов пройдут на 18-луночном поле, со счётом 72 пар. Каждый участник пройдёт все 18 лунок по 4 раза.
Мужчины
| Соревнование | Спортсмены    | Первый раунд | Первый раунд | Второй раунд | Второй раунд | Третий раунд | Третий раунд | Четвёртый раунд | Четвёртый раунд | Итоговый результат | Итоговое место |
| Соревнование | Спортсмены    | Очки         | Место        | Очки         | Место        | Очки         | Место        | Очки            | Место           | Итоговый результат | Итоговое место |
| ------------ | ------------- | ------------ | ------------ | ------------ | ------------ | ------------ | ------------ | --------------- | --------------- | ------------------ | -------------- |
| мужчины      | Мартин Каймер |              |              |              |              |              |              |                 |                 |                    |                |
| мужчины      | Алекс Чейка   |              |              |              |              |              |              |                 |                 |                    |                |

Женщины
| Соревнование | Спортсмены      | Первый раунд | Первый раунд | Второй раунд | Второй раунд | Третий раунд | Третий раунд | Четвёртый раунд | Четвёртый раунд | Итоговый результат | Итоговое место |
| Соревнование | Спортсмены      | Очки         | Место        | Очки         | Место        | Очки         | Место        | Очки            | Место           | Итоговый результат | Итоговое место |
| ------------ | --------------- | ------------ | ------------ | ------------ | ------------ | ------------ | ------------ | --------------- | --------------- | ------------------ | -------------- |
| женщины      | Сандра Галь     |              |              |              |              |              |              |                 |                 |                    |                |
| женщины      | Каролине Массон |              |              |              |              |              |              |                 |                 |                    |                |

### Гребля на байдарках и каноэ

#### Гребля на гладкой воде
Соревнования по гребле на байдарках и каноэ на гладкой воде проходят в лагуне Родригу-ди-Фрейташ, которая находится на территории города Рио-де-Жанейро. В каждой дисциплине соревнования проходят в три этапа: предварительный раунд, полуфинал и финал.
Мужчины
| Соревнование                   | Спортсмены                                       | Предварительный раунд | Предварительный раунд | Предварительный раунд | Полуфинал | Полуфинал | Полуфинал | Финал | Финал | Итоговое место |
| Соревнование                   | Спортсмены                                       | Заплыв                | Время                 | Место                 | Заплыв    | Время     | Место     | Время | Место | Итоговое место |
| ------------------------------ | ------------------------------------------------ | --------------------- | --------------------- | --------------------- | --------- | --------- | --------- | ----- | ----- | -------------- |
| байдарки-одиночки, 200 метров  | Рональд Рауэ                                     |                       |                       |                       |           |           |           |       |       |                |
| байдарки-одиночки, 1000 метров | Макс Хофф                                        |                       |                       |                       |           |           |           |       |       |                |
| байдарки-двойки, 200 метров    | Рональд Рауэ Том Либшер                          |                       |                       |                       |           |           |           |       |       |                |
| байдарки-двойки, 1000 метров   | Маркус Гросс Макс Рендшмидт                      |                       |                       |                       |           |           |           |       |       |                |
| байдарки-четвёрки, 1000 метров | Макс Рендшмидт Том Либшер Макс Хофф Маркус Гросс |                       |                       |                       |           |           |           |       |       |                |
| каноэ-одиночки, 200 метров     | Штефан Кирай                                     |                       |                       |                       |           |           |           |       |       |                |
| каноэ-одиночки, 1000 метров    | Себастьян Брендель                               |                       |                       |                       |           |           |           |       |       |                |
| каноэ-двойки, 1000 метров      | Себастьян Брендель Ян Фандрей                    |                       |                       |                       |           |           |           |       |       |                |

Женщины
| Соревнование                  | Спортсмены                                                   | Предварительный раунд | Предварительный раунд | Предварительный раунд | Полуфинал | Полуфинал | Полуфинал | Финал | Финал | Итоговое место |
| Соревнование                  | Спортсмены                                                   | Заплыв                | Время                 | Место                 | Заплыв    | Время     | Место     | Время | Место | Итоговое место |
| ----------------------------- | ------------------------------------------------------------ | --------------------- | --------------------- | --------------------- | --------- | --------- | --------- | ----- | ----- | -------------- |
| байдарки-одиночки, 200 метров | Конни Васмут                                                 |                       |                       |                       |           |           |           |       |       |                |
| байдарки-одиночки, 500 метров | Франциска Вебер                                              |                       |                       |                       |           |           |           |       |       |                |
| байдарки-двойки, 500 метров   | Тина Дитце Франциска Вебер                                   |                       |                       |                       |           |           |           |       |       |                |
| байдарки-четвёрки, 500 метров | Тина Дитце Сабрина Херинг Штеффи Кригерштайн Франциска Вебер |                       |                       |                       |           |           |           |       |       |                |

#### Гребной слалом
Квалификационный раунд проходил в две попытки. Результат в каждой попытке складывался из времени, затраченного на прохождение трассы и суммы штрафных очков, которые спортсмен получал за неправильное прохождение ворот. Одно штрафное очко равнялось одной секунде. Из 2 попыток выбирался лучший результат, по результатам которого, выявлялись спортсмены с наименьшим количеством очков, которые проходили в следующий раунд. В полуфинале гребцы выполняли по одной попытки. В финал проходили спортсмены с наименьшим результатом.

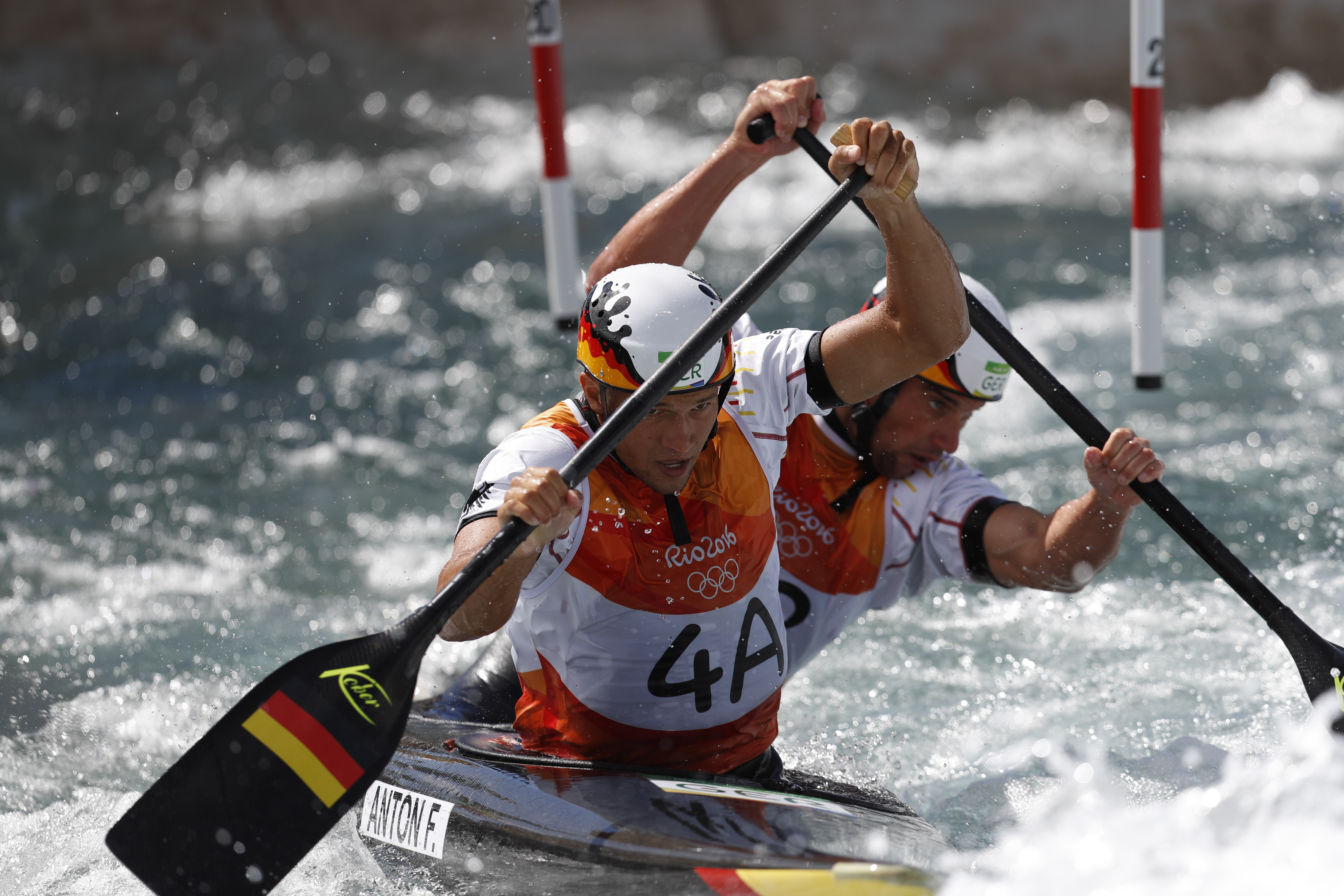
Франц Антон и Ян Бенцин во время прохождения дистанции

Мужчины
| Соревнование      | Спортсмены            | Предварительный этап | Предварительный этап | Предварительный этап | Предварительный этап | Предварительный этап | Предварительный этап | Предварительный этап | Полуфинал | Полуфинал | Полуфинал | Полуфинал | Финал | Финал | Финал | Финал |
| Соревнование      | Спортсмены            | 1 попытка            | 1 попытка            | 1 попытка            | 2 попытка            | 2 попытка            | 2 попытка            | Место                | Полуфинал | Полуфинал | Полуфинал | Полуфинал | Финал | Финал | Финал | Финал |
| Соревнование      | Спортсмены            | Время                | Штраф                | Итог                 | Время                | Штраф                | Итог                 | Место                | Время     | Штраф     | Итог      | Место     | Время | Штраф | Итог  | Место |
| ----------------- | --------------------- | -------------------- | -------------------- | -------------------- | -------------------- | -------------------- | -------------------- | -------------------- | --------- | --------- | --------- | --------- | ----- | ----- | ----- | ----- |
| байдарки-одиночки | Ханнес Айгнер         | 88,33                | 2                    | 90,3                 | 87,31                | 0                    | 87,31                | 3 Q                  | 91,87     | 0         | 91,87     | 6 Q       | 89,02 | 0     | 89,02 | 4     |
| каноэ-одиночки    | Сидерис Тасиадис      | 98,47                | 2                    | 100,47               | 92,23                | 0                    | 92,23                | 1 Q                  | 95,63     | 0         | 95,63     | 1 Q       | 95,90 | 2     | 97,90 | 5     |
| каноэ-двойки      | Франц Антон Ян Бенцин | 103,43               | 0                    | 103,43               | 110,35               | 4                    | 114,35               | 5 Q                  |           |           |           |           |       |       |       |       |

Женщины
| Соревнование      | Спортсмены     | Предварительный этап | Предварительный этап | Предварительный этап | Предварительный этап | Предварительный этап | Предварительный этап | Предварительный этап | Полуфинал | Полуфинал | Полуфинал | Полуфинал | Финал | Финал | Финал | Финал |
| Соревнование      | Спортсмены     | 1 попытка            | 1 попытка            | 1 попытка            | 2 попытка            | 2 попытка            | 2 попытка            | Место                | Полуфинал | Полуфинал | Полуфинал | Полуфинал | Финал | Финал | Финал | Финал |
| Соревнование      | Спортсмены     | Время                | Штраф                | Итог                 | Время                | Штраф                | Итог                 | Место                | Время     | Штраф     | Итог      | Место     | Время | Штраф | Итог  | Место |
| ----------------- | -------------- | -------------------- | -------------------- | -------------------- | -------------------- | -------------------- | -------------------- | -------------------- | --------- | --------- | --------- | --------- | ----- | ----- | ----- | ----- |
| байдарки-одиночки | Мелани Пфайфер | 113,60               | 2                    | 115,60               | 105,30               | 2                    | 107,30               | 14 Q                 |           |           |           |           |       |       |       |       |

### Дзюдо
Соревнования по дзюдо проводились по системе с выбыванием. В утешительные раунды попадали спортсмены, проигравшие полуфиналистам турнира. Два спортсмена, одержавших победу в утешительном раунде, в поединке за бронзу сражались с дзюдоистами, проигравшими в полуфинале.
Мужчины
| Категория    | Спортсмены        | 1/32 финала        | 1/16 финала              | 1/8 финала              | Четвертьфинал        | Полуфинал            | Финал                | Место |
| Категория    | Спортсмены        | Соперник Результат | Соперник Результат       | Соперник Результат      | Соперник Результат   | Соперник Результат   | Соперник Результат   | Место |
| ------------ | ----------------- | ------------------ | ------------------------ | ----------------------- | -------------------- | -------------------- | -------------------- | ----- |
| до 60 кг     | Тобиас Энгльмайер | не участвовал      | ESPФ. Гарригос В 001:000 | BRAФ. Китадай П 000:001 | завершил выступление | завершил выступление | завершил выступление | 9     |
| до 66 кг     | Себастьян Зайдль  | не участвовал      | ITAФ. Базиле П 000:100   | завершил выступление    | завершил выступление | завершил выступление | завершил выступление | 17    |
| до 73 кг     | Игор Вандтке      | не участвовал      | HAIЖ. Депре В 000:000s1  | ISRС. Муки П 000:010    | завершил выступление | завершил выступление | завершил выступление | 9     |
| до 81 кг     | Свен Мареш        | не участвовал      | UAEС. Тома П 000:101     | завершил выступление    | завершил выступление | завершил выступление | завершил выступление | 17    |
| до 90 кг     | Марк Оденталь     | не участвовал      | JPNМ. Бейкер П 000:100   | завершил выступление    | завершил выступление | завершил выступление | завершил выступление | 17    |
| до 100 кг    | Карл-Рихард Фрай  |                    |                          |                         |                      |                      |                      |       |
| свыше 100 кг | Андре Брайтбарт   |                    |                          |                         |                      |                      |                      |       |

Женщины
| Категория   | Спортсмены       | 1/16 финала              | 1/8 финала                | Четвертьфинал         | Полуфинал                | Финал                    | Место |
| Категория   | Спортсмены       | Соперник Результат       | Соперник Результат        | Соперник Результат    | Соперник Результат       | Соперник Результат       | Место |
| ----------- | ---------------- | ------------------------ | ------------------------- | --------------------- | ------------------------ | ------------------------ | ----- |
| до 52 кг    | Марен Кре        | BLRД. Скрыпник В 011:001 | ITAО. Джуффрида П 000:001 | завершила выступление | завершила выступление    | завершила выступление    | 9     |
| до 57 кг    | Мириам Ропер     | BRAР. Силва П 000:100    | завершила выступление     | завершила выступление | завершила выступление    | завершила выступление    | 17    |
| до 63 кг    | Мартина Трайдос  | не участвовала           | BRAМ. Силва П 000s3:000s1 | завершила выступление | завершила выступление    | завершила выступление    | 9     |
| до 70 кг    | Лаура Варгас-Кох | не участвовала           | ANGА. Морейра В 100:000   | AUTБ. Граф В 100:000  | JPNХ. Татимото П 000:010 | За 3-е место             | 3     |
| до 70 кг    | Лаура Варгас-Кох | не участвовала           | ANGА. Морейра В 100:000   | AUTБ. Граф В 100:000  | JPNХ. Татимото П 000:010 | ESPМ. Бернабеу В 010:000 | 3     |
| до 78 кг    | Луизе Мальцан    |                          |                           |                       |                          |                          |       |
| свыше 78 кг | Ясмин Кюльбс     | RUSК. Чибисова :         |                           |                       |                          |                          |       |

### Конный спорт
Выездка
Соревнования по выездке включали в себе три теста высшего уровня сложности по системе Международной федерации конного спорта (FEI): Большой Приз (англ. Grand Prix), Переездка Большого Приза (англ. Grand Prix Special) и КЮР Большого приза (англ. Grand Prix Freestyle). Итоговая оценка в каждом из тестов рассчитывалась, как среднее арифметическое значение оценок семи судей. В командный зачёт шли результаты Большого Приза и Переездки Большого Приза, а итоговая оценка рассчитывалась, как среднее значение оценок за два теста.
| Соревнование      | Спортсмены                                                            | Большой Приз                       | Большой Приз | Переездка Большого Приза | Переездка Большого Приза | КЮР Большого Приза | КЮР Большого Приза | Всего     | Всего |
| Соревнование      | Спортсмены                                                            | Результат                          | Место        | Результат                | Место                    | Результат          | Место              | Результат | Место |
| ----------------- | --------------------------------------------------------------------- | ---------------------------------- | ------------ | ------------------------ | ------------------------ | ------------------ | ------------------ | --------- | ----- |
| личная выездка    | Кристина Брёринг-Шпрехе лошадь — Desperados                           | 82,257                             | 2 Q          |                          |                          |                    |                    |           |       |
| личная выездка    | Изабель Верт лошадь — Weihegold                                       | 80,643                             | 4 Q          |                          |                          |                    |                    |           |       |
| личная выездка    | Сонке Рётенбергер лошадь — Cosmo                                      | 77,329                             | 7 Q          |                          |                          |                    |                    |           |       |
| личная выездка    | Дороте Шнайдер лошадь — Showtime                                      | 80,986                             | 3 Q          |                          |                          |                    |                    |           |       |
| командная выездка | Кристина Брёринг-Шпрехе Изабель Верт Сонке Рётенбергер Дороте Шнайдер | 81,295 82,257 80,643 77,329 80,986 | 1 Q          |                          |                          | не проводится      | не проводится      |           |       |

Троеборье
Троеборье состоит из манежной езды, полевых испытаний и конкура. В выездке оценивается степень контроля всадника над лошадью и способность выполнить обязательные элементы выступления. Также при выступлении оценивается внешний вид лошади и всадника. Жюри выставляет, как положительные оценки за удачно выполненные упражнения, так и штрафные баллы за различного рода ошибки. После окончания выступления по специальной формуле вычисляется количество штрафных очков. Соревнования по кроссу требуют от лошади и её наездника высокой степени физической подготовленности и выносливости. Дистанция для кросса достаточно протяжённая и имеет множество препятствий различного типа. Штрафные очки во время кросса начисляются за сбитые препятствия, за превышение лимита времени и за опасную езду. В конкуре за каждое сбитое препятствие спортсмену начисляются 4 штрафных балла, а за превышение лимита времени 1 штрафное очко (за каждую каждую, сверх нормы времени, начатую секунду).
| Соревнование        | Спортсмены                                             | Выездка | Кросс  | Кросс | Конкур                | Конкур                | Финальный конкур      | Финальный конкур      | Всего                 | Всего                 |                       |                       |
| Соревнование        | Спортсмены                                             | Штраф   | Штраф  | Штраф | Штраф                 | Штраф                 | Штраф                 | Штраф                 | Всего                 | Всего                 |                       |                       |
| Соревнование        | Спортсмены                                             | Баллы   | Прыжки | Время | Прыжки                | Время                 | Прыжки                | Время                 | Результат             | Место                 |                       |                       |
| ------------------- | ------------------------------------------------------ | ------- | ------ | ----- | --------------------- | --------------------- | --------------------- | --------------------- | --------------------- | --------------------- | --------------------- | --------------------- |
| личное троеборье    | Михаэль Юнг лошадь — Sam FBW                           | 40,90   | 0,00   | 0,00  | 0                     | 0,00                  | 0                     | 0,00                  | 40,90                 | 1                     |                       |                       |
| личное троеборье    | Сандра Ауффарт лошадь — Opgun Louvo                    | 41,60   | 20,00  | 4,80  | 0                     | 0,00                  | 0                     | 0,00                  | 66,40                 | 11                    |                       |                       |
| личное троеборье    | Ингрид Климке лошадь — Hale-Bob OLD                    | 39,50   | 20,00  | 6,00  | 0                     | 0,00                  | 4                     | 0,00                  | 69,50                 | 14                    |                       |                       |
| личное троеборье    | Юлия Краевски лошадь — Samourai du Thot                | 44,80   | DSQ    | DSQ   | завершила выступление | завершила выступление | завершила выступление | завершила выступление | завершила выступление | завершила выступление | завершила выступление | завершила выступление |
| командное троеборье | Сандра Ауффарт Михаэль Юнг Ингрид Климке Юлия Краевски | 122,00  | 50,80  | 50,80 | 0,00                  | 0,00                  | не проводится         | не проводится         | 172,80                | 2                     |                       |                       |

Конкур
В каждом из раундов спортсменам необходимо было пройти дистанцию с разным количеством препятствий и разным лимитом времени. За каждое сбитое препятствие спортсмену начислялось 4 штрафных балла, за превышение лимита времени 1 штрафное очко (за каждые 5 секунд). В финал личного первенства могло пройти только три спортсмена от одной страны. Командный конкур проводился в рамках второго и третьего раунда индивидуальной квалификации. В зачёт командных соревнований шли три лучших результата, показанные спортсменами во время личного первенства. Если спортсмен выбывал из индивидуальных соревнований после первого или второго раундов, то он всё равно продолжал свои выступления, но результаты при этом шли только в командный зачёт.
| Соревнование     | Спортсмены                                                            | Квалификация  | Квалификация  | Квалификация | Квалификация | Квалификация | Квалификация | Квалификация | Квалификация | Финал         | Финал         | Финал         | Финал         | Финал         | Итоговое место |
| Соревнование     | Спортсмены                                                            | 1 раунд       | 1 раунд       | 2 раунд      | Всего        | Всего        | 3 раунд      | Всего        | Всего        | Финал A       | Финал A       | Финал B       | Всего         | Всего         | Итоговое место |
| Соревнование     | Спортсмены                                                            | Штраф         | Место         | Штраф        | Штраф        | Место        | Штраф        | Штраф        | Место        | Штраф         | Место         | Штраф         | Штраф         | Место         | Итоговое место |
| ---------------- | --------------------------------------------------------------------- | ------------- | ------------- | ------------ | ------------ | ------------ | ------------ | ------------ | ------------ | ------------- | ------------- | ------------- | ------------- | ------------- | -------------- |
| личный конкур    | Кристиан Альман лошадь — Taloubet                                     |               |               |              |              |              |              |              |              |               |               |               |               |               |                |
| личный конкур    | Лудгер Бербаум лошадь — Chiara                                        |               |               |              |              |              |              |              |              |               |               |               |               |               |                |
| личный конкур    | Даниэль Дойссер лошадь — First Class                                  |               |               |              |              |              |              |              |              |               |               |               |               |               |                |
| личный конкур    | Мередит Майклс-Бербаум лошадь — Fibonacci                             |               |               |              |              |              |              |              |              |               |               |               |               |               |                |
| командный конкур | Кристиан Альман Лудгер Бербаум Даниэль Дойссер Мередит Майклс-Бербаум | не проводится | не проводится |              |              |              |              |              |              | не проводится | не проводится | не проводится | не проводится | не проводится |                |

### Лёгкая атлетика
Мужчины
Беговые дисциплины
| Дисциплина                    | Спортсмен                                              | Предварительный раунд | Предварительный раунд | Предварительный раунд | Четвертьфиналы | Четвертьфиналы | Четвертьфиналы | Полуфиналы    | Полуфиналы    | Полуфиналы    | Финал | Финал |
| Дисциплина                    | Спортсмен                                              | Забег                 | Время                 | Место                 | Забег          | Время          | Место          | Забег         | Время         | Место         | Время | Место |
| ----------------------------- | ------------------------------------------------------ | --------------------- | --------------------- | --------------------- | -------------- | -------------- | -------------- | ------------- | ------------- | ------------- | ----- | ----- |
| бег на 100 метров             | Лукас Якубчик                                          |                       |                       |                       |                |                |                |               |               |               |       |       |
| бег на 100 метров             | Юлиан Ройс                                             |                       |                       |                       |                |                |                |               |               |               |       |       |
| бег на 200 метров             | Юлиан Ройс                                             |                       |                       |                       |                |                |                |               |               |               |       |       |
| бег на 200 метров             | Робин Эрева                                            |                       |                       |                       |                |                |                |               |               |               |       |       |
| бег на 200 метров             | Алейшо-Платини Менга                                   |                       |                       |                       |                |                |                |               |               |               |       |       |
| бег на 1500 метров            | Хомию Тесфайе                                          |                       |                       |                       | не проводится  | не проводится  | не проводится  |               |               |               |       |       |
| бег на 5000 метров            | Флориан Орт                                            |                       |                       |                       | не проводится  | не проводится  | не проводится  | не проводится | не проводится | не проводится |       |       |
| бег на 5000 метров            | Рихард Рингер                                          |                       |                       |                       | не проводится  | не проводится  | не проводится  | не проводится | не проводится | не проводится |       |       |
| бег на 110 метров с барьерами | Грегор Трабер                                          |                       |                       |                       | не проводится  | не проводится  | не проводится  |               |               |               |       |       |
| бег на 110 метров с барьерами | Маттиас Бюлер                                          |                       |                       |                       | не проводится  | не проводится  | не проводится  |               |               |               |       |       |
| бег на 110 метров с барьерами | Александер Джон                                        |                       |                       |                       | не проводится  | не проводится  | не проводится  |               |               |               |       |       |
| Эстафета                      | Предварительный раунд                                  | Предварительный раунд | Предварительный раунд | Предварительный раунд | Полуфинал      | Полуфинал      | Полуфинал      | Финал         | Финал         | Финал         | Финал | Финал |
| Эстафета                      | Состав                                                 | Забег                 | Время                 | Место                 | Забег          | Время          | Место          | Состав        | Состав        | Состав        | Время | Место |
| эстафета 4×100 метров         | Юлиан Ройс Свен Книппхальс Роберт Херинг Лукас Якубчик |                       |                       |                       | не проводится  | не проводится  | не проводится  |               |               |               |       |       |

Шоссейные дисциплины
| Дисциплина              | Спортсмен       | Время | Место | Отставание |
| ----------------------- | --------------- | ----- | ----- | ---------- |
| марафон                 | Филипп Пфлигер  |       |       |            |
| марафон                 | Юлиан Флюгель   |       |       |            |
| ходьба на 20 километров | Кристофер Линке |       |       |            |
| ходьба на 20 километров | Хаген Поле      |       |       |            |
| ходьба на 20 километров | Нильс Брембах   |       |       |            |
| ходьба на 50 километров | Карл Доман      |       |       |            |
| ходьба на 50 километров | Хаген Поле      |       |       |            |

Технические дисциплины
| Дисциплина      | Спортсмен          | Квалификация | Квалификация | Финал     | Финал |
| Дисциплина      | Спортсмен          | Результат    | Место        | Результат | Место |
| --------------- | ------------------ | ------------ | ------------ | --------- | ----- |
| прыжок в длину  | Алин Камара        |              |              |           |       |
| прыжок в длину  | Фабиан Хайнле      |              |              |           |       |
| тройной прыжок  | Макс Хесс          |              |              |           |       |
| прыжок в высоту | Айке Оннен         |              |              |           |       |
| прыжок в высоту | Матеуш Пшибылко    |              |              |           |       |
| прыжок с шестом | Карстен Дилла      |              |              |           |       |
| прыжок с шестом | Рафаэль Хольцдеппе |              |              |           |       |
| прыжок с шестом | Тобиас Шербат      |              |              |           |       |
| толкание ядра   | Давид Шторль       |              |              |           |       |
| толкание ядра   | Тобиас Дам         |              |              |           |       |
| метание диска   | Кристоф Хартинг    |              |              |           |       |
| метание диска   | Даниэль Ясински    |              |              |           |       |
| метание диска   | Роберт Хартинг     |              |              |           |       |
| метание копья   | Томас Рёлер        |              |              |           |       |
| метание копья   | Йоханнес Феттер    |              |              |           |       |
| метание копья   | Юлиан Вебер        |              |              |           |       |

Многоборье
| Дисциплина  | Спортсмен    | Параметр  | 100 м | длина | ядро | высота | 400 м | 110 м с/б | диск | шест | копьё | 1500 м | Всего очков | Итоговое место |
| ----------- | ------------ | --------- | ----- | ----- | ---- | ------ | ----- | --------- | ---- | ---- | ----- | ------ | ----------- | -------------- |
| десятиборье | Кай Казмирек | Результат |       |       |      |        |       |           |      |      |       |        |             |                |
| десятиборье | Кай Казмирек | Очки      |       |       |      |        |       |           |      |      |       |        |             |                |
| десятиборье | Кай Казмирек | Место     |       |       |      |        |       |           |      |      |       |        |             |                |
| десятиборье | Артур Абеле  | Результат |       |       |      |        |       |           |      |      |       |        |             |                |
| десятиборье | Артур Абеле  | Очки      |       |       |      |        |       |           |      |      |       |        |             |                |
| десятиборье | Артур Абеле  | Место     |       |       |      |        |       |           |      |      |       |        |             |                |
| десятиборье | Рико Фраймут | Результат |       |       |      |        |       |           |      |      |       |        |             |                |
| десятиборье | Рико Фраймут | Очки      |       |       |      |        |       |           |      |      |       |        |             |                |
| десятиборье | Рико Фраймут | Место     |       |       |      |        |       |           |      |      |       |        |             |                |

Женщины
Беговые дисциплины
| Дисциплина                         | Спортсмен                                                   | Предварительный раунд | Предварительный раунд | Предварительный раунд | Четвертьфиналы | Четвертьфиналы | Четвертьфиналы | Полуфиналы    | Полуфиналы    | Полуфиналы    | Финал | Финал |
| Дисциплина                         | Спортсмен                                                   | Забег                 | Время                 | Место                 | Забег          | Время          | Место          | Забег         | Время         | Место         | Время | Место |
| ---------------------------------- | ----------------------------------------------------------- | --------------------- | --------------------- | --------------------- | -------------- | -------------- | -------------- | ------------- | ------------- | ------------- | ----- | ----- |
| бег на 100 метров                  | Татьяна Пинту                                               |                       |                       |                       |                |                |                |               |               |               |       |       |
| бег на 100 метров                  | Ребекка Хазе                                                |                       |                       |                       |                |                |                |               |               |               |       |       |
| бег на 200 метров                  | Джина Люккенкемпер                                          |                       |                       |                       |                |                |                |               |               |               |       |       |
| бег на 200 метров                  | Надин Гонска                                                |                       |                       |                       |                |                |                |               |               |               |       |       |
| бег на 200 метров                  | Лиза Майер                                                  |                       |                       |                       |                |                |                |               |               |               |       |       |
| бег на 400 метров                  | Рут Шпельмейер                                              |                       |                       |                       | не проводится  | не проводится  | не проводится  |               |               |               |       |       |
| бег на 800 метров                  | Кристина Херинг                                             |                       |                       |                       | не проводится  | не проводится  | не проводится  |               |               |               |       |       |
| бег на 800 метров                  | Фабьен Кольман                                              |                       |                       |                       | не проводится  | не проводится  | не проводится  |               |               |               |       |       |
| бег на 1500 метров                 | Диана Суджев                                                |                       |                       |                       | не проводится  | не проводится  | не проводится  |               |               |               |       |       |
| бег на 1500 метров                 | Констанце Клостерхальфен                                    |                       |                       |                       | не проводится  | не проводится  | не проводится  |               |               |               |       |       |
| бег на 3000 метров с препятствиями | Геза-Фелиситас Краузе                                       |                       |                       |                       | не проводится  | не проводится  | не проводится  | не проводится | не проводится | не проводится |       |       |
| бег на 3000 метров с препятствиями | Сана Коуба                                                  |                       |                       |                       | не проводится  | не проводится  | не проводится  | не проводится | не проводится | не проводится |       |       |
| бег на 3000 метров с препятствиями | Майя Реберг                                                 |                       |                       |                       | не проводится  | не проводится  | не проводится  | не проводится | не проводится | не проводится |       |       |
| бег на 100 метров с барьерами      | Синди Роледер                                               |                       |                       |                       | не проводится  | не проводится  | не проводится  |               |               |               |       |       |
| бег на 100 метров с барьерами      | Надин Хильдебранд                                           |                       |                       |                       | не проводится  | не проводится  | не проводится  |               |               |               |       |       |
| бег на 100 метров с барьерами      | Памела Дуткевич                                             |                       |                       |                       | не проводится  | не проводится  | не проводится  |               |               |               |       |       |
| бег на 400 метров с барьерами      | Джеки Бауман                                                |                       |                       |                       | не проводится  | не проводится  | не проводится  |               |               |               |       |       |
| Эстафета                           | Предварительный раунд                                       | Предварительный раунд | Предварительный раунд | Предварительный раунд | Полуфинал      | Полуфинал      | Полуфинал      | Финал         | Финал         | Финал         | Финал | Финал |
| Эстафета                           | Состав                                                      | Забег                 | Время                 | Место                 | Забег          | Время          | Место          | Состав        | Состав        | Состав        | Время | Место |
| эстафета 4×100 метров              | Татьяна Пинту Лиза Майер Джина Люккенкемпер Ребекка Хазе    |                       |                       |                       | не проводится  | не проводится  | не проводится  |               |               |               |       |       |
| эстафета 4×100 метров              | Лаура Мюллер Фридерике Мёленкамп Лара Хофман Рут Шпельмейер |                       |                       |                       | не проводится  | не проводится  | не проводится  |               |               |               |       |       |

Шоссейные дисциплины
| Дисциплина | Спортсмен  | Время | Место | Отставание |
| ---------- | ---------- | ----- | ----- | ---------- |
| марафон    | Аня Шерль  |       |       |            |
| марафон    | Анна Ханер |       |       |            |
| марафон    | Лиза Ханер |       |       |            |

Технические дисциплины
| Дисциплина      | Спортсмен              | Квалификация | Квалификация | Финал     | Финал |
| Дисциплина      | Спортсмен              | Результат    | Место        | Результат | Место |
| --------------- | ---------------------- | ------------ | ------------ | --------- | ----- |
| прыжок в длину  | Малайка Михамбо        |              |              |           |       |
| прыжок в длину  | Состене Могенара       |              |              |           |       |
| прыжок в длину  | Александра Вестер      |              |              |           |       |
| тройной прыжок  | Кристин Гириш          |              |              |           |       |
| тройной прыжок  | Дженни Эльбе           |              |              |           |       |
| прыжок в высоту | Мария-Лоуренс Юнгфляйш |              |              |           |       |
| прыжок с шестом | Лиза Рыжих             |              |              |           |       |
| прыжок с шестом | Мартина Штруц          |              |              |           |       |
| прыжок с шестом | Анника Ролофф          |              |              |           |       |
| толкание ядра   | Кристина Шваниц        |              |              |           |       |
| толкание ядра   | Сара Гамбетта          |              |              |           |       |
| толкание ядра   | Лена Урбаняк           |              |              |           |       |
| метание диска   | Надин Мюллер           |              |              |           |       |
| метание диска   | Юлия Фишер             |              |              |           |       |
| метание диска   | Шанис Крафт            |              |              |           |       |
| метание копья   | Линда Шталь            |              |              |           |       |
| метание копья   | Кристина Обергфёлль    |              |              |           |       |
| метание копья   | Кристин Хуссонг        |              |              |           |       |
| метание молота  | Бетти Хайдлер          |              |              |           |       |
| метание молота  | Катрин Клас            |              |              |           |       |
| метание молота  | Шарлен Войта           |              |              |           |       |

Многоборье
| Дисциплина | Спортсмен      | Параметр  | 100 м с/б | высота | ядро | 200 м | длина | копьё | 800 м | Всего очков | Итоговое место |
| ---------- | -------------- | --------- | --------- | ------ | ---- | ----- | ----- | ----- | ----- | ----------- | -------------- |
| семиборье  | Каролина Шефер | Результат |           |        |      |       |       |       |       |             |                |
| семиборье  | Каролина Шефер | Очки      |           |        |      |       |       |       |       |             |                |
| семиборье  | Каролина Шефер | Место     |           |        |      |       |       |       |       |             |                |
| семиборье  | Дженнифер Эзер | Результат |           |        |      |       |       |       |       |             |                |
| семиборье  | Дженнифер Эзер | Очки      |           |        |      |       |       |       |       |             |                |
| семиборье  | Дженнифер Эзер | Место     |           |        |      |       |       |       |       |             |                |
| семиборье  | Клаудия Рат    | Результат |           |        |      |       |       |       |       |             |                |
| семиборье  | Клаудия Рат    | Очки      |           |        |      |       |       |       |       |             |                |
| семиборье  | Клаудия Рат    | Место     |           |        |      |       |       |       |       |             |                |

### Настольный теннис
Соревнования по настольному теннису проходили по системе плей-офф. Каждый матч продолжался до тех пор, пока один из теннисистов не выигрывал 4 партии. Сильнейшие 16 спортсменов начинали соревнования с третьего раунда, следующие 16 по рейтингу стартовали со второго раунда.
Мужчины
| Соревнование     | Спортсмены                                | Квалификация       | Первый раунд       | Второй раунд       | Третий раунд            | Четвертый раунд        | Четвертьфинал            | Полуфинал            | Финал                    | Место                |
| Соревнование     | Спортсмены                                | Соперник Результат | Соперник Результат | Соперник Результат | Соперник Результат      | Соперник Результат     | Соперник Результат       | Соперник Результат   | Соперник Результат       | Место                |
| ---------------- | ----------------------------------------- | ------------------ | ------------------ | ------------------ | ----------------------- | ---------------------- | ------------------------ | -------------------- | ------------------------ | -------------------- |
| одиночный разряд | Дмитрий Овчаров (3)                       | не участвовал      | не участвовал      | не участвовал      | QATЛи Пин (21) В 4:3    | SLOБ. Токич В 4:1      | BLRВ. Самсонов (7) П 2:4 | завершил выступление | завершил выступление     | завершил выступление |
| одиночный разряд | Тимо Болль (10)                           | не участвовал      | не участвовал      | не участвовал      | RUSА. Шибаев (18) В 4:3 | NGRК. Аруна (27) П 2:4 | завершил выступление     | завершил выступление | завершил выступление     | завершил выступление |
| командный разряд | Тимо Болль Дмитрий Овчаров Бастиан Штегер | не проводится      | не проводится      | не проводится      | не проводится           | Тайвань · В 3:1        | Австрия · В 3:1          | Япония · П 1:3       | Республика Корея · В 3:1 | 3                    |

Женщины
| Соревнование     | Спортсмены                        | Квалификация       | Первый раунд       | Второй раунд       | Третий раунд             | Четвертый раунд       | Четвертьфинал         | Полуфинал             | Финал                 | Место                 |
| Соревнование     | Спортсмены                        | Соперник Результат | Соперник Результат | Соперник Результат | Соперник Результат       | Соперник Результат    | Соперник Результат    | Соперник Результат    | Соперник Результат    | Место                 |
| ---------------- | --------------------------------- | ------------------ | ------------------ | ------------------ | ------------------------ | --------------------- | --------------------- | --------------------- | --------------------- | --------------------- |
| одиночный разряд | Хань Ин (5)                       | не участвовала     | не участвовала     | не участвовала     | THAН. Комвонг В 4:0      | FRAЛи Сюэ (30) В 4:1  | CHNДин Нин (1) П 0:4  | завершила выступление | завершила выступление | завершила выступление |
| одиночный разряд | Петрисса Солья (10)               | не участвовала     | не участвовала     | не участвовала     | PRKЛи Мён Сун (21) П 0:4 | завершила выступление | завершила выступление | завершила выступление | завершила выступление | завершила выступление |
| командный разряд | Петрисса Солья Хань Ин Шань Сяона | не проводится      | не проводится      | не проводится      | не проводится            | США · В 3:0           | Гонконг · В 3:1       | Япония · В 3:2        | Китай · П 0:3         | 2                     |

### Парусный спорт
Соревнования по парусному спорту в каждом из классов состояли из 10 гонок, за исключением класса 49-й, где проводилось 12 заездов. В каждой гонке спортсмены начинали заплыв с общего старта. Победителем каждой из гонок становился экипаж, первым пересекший финишную черту. Количество очков, идущих в общий зачёт, соответствовало занятому командой месту. 10 лучших экипажей по результатам 10 заплывов попадали в медальную гонку, результаты которой также шли в общий зачёт. В медальной гонке, очки, полученные экипажем удваивались. В случае если участник соревнований не смог завершить гонку ему начислялось количество очков, равное количеству участников плюс один. При итоговом подсчёте очков не учитывался худший результат, показанный экипажем в одной из гонок. Сборная, набравшая наименьшее количество очков, становится олимпийским чемпионом.
Мужчины
| Класс | Спортсмены                       | Гонка | Гонка | Гонка | Гонка | Гонка | Гонка | Гонка | Гонка | Гонка | Гонка | Гонка         | Гонка         | Гонка | Очки | Место |
| Класс | Спортсмены                       | 1     | 2     | 3     | 4     | 5     | 6     | 7     | 8     | 9     | 10    | 11            | 12            | M     | Очки | Место |
| ----- | -------------------------------- | ----- | ----- | ----- | ----- | ----- | ----- | ----- | ----- | ----- | ----- | ------------- | ------------- | ----- | ---- | ----- |
| RS:X  | Тони Вильхельм                   |       |       |       |       |       |       |       |       |       |       | не проводится | не проводится |       |      |       |
| 470   | Фердинанд Герц Оливер Шиманьский |       |       |       |       |       |       |       |       |       |       | не проводится | не проводится |       |      |       |
| Лазер | Филипп Буль                      |       |       |       |       |       |       |       |       |       |       | не проводится | не проводится |       |      |       |
| 49-й  | Эрик Хайль Томас Плёссель        |       |       |       |       |       |       |       |       |       |       |               |               |       |      | 3     |

Женщины
| Класс   | Спортсмены                     | Гонка | Гонка | Гонка | Гонка | Гонка | Гонка | Гонка | Гонка | Гонка | Гонка | Гонка         | Гонка         | Гонка | Очки | Место |
| Класс   | Спортсмены                     | 1     | 2     | 3     | 4     | 5     | 6     | 7     | 8     | 9     | 10    | 11            | 12            | M     | Очки | Место |
| ------- | ------------------------------ | ----- | ----- | ----- | ----- | ----- | ----- | ----- | ----- | ----- | ----- | ------------- | ------------- | ----- | ---- | ----- |
| 470     | Анника Бохман Марлен Штайнхерр |       |       |       |       |       |       |       |       |       |       | не проводится | не проводится |       |      |       |
| 49-й FX | Виктория Юрчок Аника Лоренц    |       |       |       |       |       |       |       |       |       |       |               |               |       |      |       |

Открытый класс
Соревнования в олимпийском классе катамаранов Накра 17 дебютируют в программе летних Олимпийских игр. Каждый экипаж представлен смешанным дуэтом яхтсменов.
| Класс    | Спортсмены                     | Гонка | Гонка | Гонка | Гонка | Гонка | Гонка | Гонка | Гонка | Гонка | Гонка | Гонка | Очки | Место |
| Класс    | Спортсмены                     | 1     | 2     | 3     | 4     | 5     | 6     | 7     | 8     | 9     | 10    | M     | Очки | Место |
| -------- | ------------------------------ | ----- | ----- | ----- | ----- | ----- | ----- | ----- | ----- | ----- | ----- | ----- | ---- | ----- |
| Накра 17 | Пауль Кольхофф Каролина Вернер |       |       |       |       |       |       |       |       |       |       |       |      |       |

### Современное пятиборье
Современное пятиборье включает в себя: стрельбу, плавание, фехтование, верховую езду и бег. Как и на предыдущих Играх бег и стрельба были объединены в один вид — комбайн. В комбайне спортсмены стартовали с гандикапом, набранным за предыдущие три дисциплины (4 очка = 1 секунда). Олимпийским чемпионом становится спортсмен, который пересекает финишную линию первым.
Мужчины
| Соревнование      | Спортсмены         | Фехтование | Фехтование | Фехтование | Плавание | Плавание | Плавание | Верховая езда | Верховая езда | Верховая езда | Комбайн | Комбайн | Комбайн | Всего     | Всего |
| Соревнование      | Спортсмены         | Побед      | Очки       | Место      | Время    | Очки     | Место    | Штраф         | Очки          | Место         | Время   | Очки    | Место   | Результат | Место |
| ----------------- | ------------------ | ---------- | ---------- | ---------- | -------- | -------- | -------- | ------------- | ------------- | ------------- | ------- | ------- | ------- | --------- | ----- |
| личное первенство | Патрик Доге        |            |            |            |          |          |          |               |               |               |         |         |         |           |       |
| личное первенство | Кристиан Циллекенс |            |            |            |          |          |          |               |               |               |         |         |         |           |       |

Женщины
| Соревнование      | Спортсмены    | Фехтование | Фехтование | Фехтование | Плавание | Плавание | Плавание | Верховая езда | Верховая езда | Верховая езда | Комбайн | Комбайн | Комбайн | Всего     | Всего |
| Соревнование      | Спортсмены    | Побед      | Очки       | Место      | Время    | Очки     | Место    | Штраф         | Очки          | Место         | Время   | Очки    | Место   | Результат | Место |
| ----------------- | ------------- | ---------- | ---------- | ---------- | -------- | -------- | -------- | ------------- | ------------- | ------------- | ------- | ------- | ------- | --------- | ----- |
| личное первенство | Лена Шёнеборн |            |            |            |          |          |          |               |               |               |         |         |         |           |       |
| личное первенство | Анника Шлой   |            |            |            |          |          |          |               |               |               |         |         |         |           |       |

### Стрельба
В январе 2013 года Международная федерация спортивной стрельбы приняла новые правила проведения соревнований на 2013—2016 года, которые, в частности, изменили порядок проведения финалов. Во многих дисциплинах спортсмены, прошедшие в финал, теперь начинают решающий раунд без очков, набранных в квалификации, а финал проходит по системе с выбыванием. Также в финалах после каждого раунда стрельбы из дальнейшей борьбы выбывает спортсмен с наименьшим количеством баллов. В скоростном пистолете решающие поединки проходят по системе попал-промах. В стендовой стрельбе добавился полуфинальный раунд, где определяются по два участника финального матча и поединка за третье место.
Мужчины
| Соревнование                          | Спортсмены        | Квалификация | Квалификация | Полуфинал     | Полуфинал     | Финал                | Финал                |
| Соревнование                          | Спортсмены        | Результат    | Место        | Результат     | Место         | Соперник/ Результат  | Место                |
| ------------------------------------- | ----------------- | ------------ | ------------ | ------------- | ------------- | -------------------- | -------------------- |
| пневматическая винтовка, 10 метров    | Юлиан Юстус       | 622,8        | 18           | не проводится | не проводится | завершил выступление | завершил выступление |
| пневматическая винтовка, 10 метров    | Михаэль Янкер     | 620,8        | 29           | не проводится | не проводится | завершил выступление | завершил выступление |
| винтовка лёжа, 50 метров              | Даниэль Бродмайер |              |              | не проводится | не проводится |                      |                      |
| винтовка лёжа, 50 метров              | Хенри Юнгхенель   |              |              | не проводится | не проводится |                      |                      |
| винтовка из трёх положений, 50 метров | Даниэль Бродмайер |              |              | не проводится | не проводится |                      |                      |
| винтовка из трёх положений, 50 метров | Андреа Линк       |              |              | не проводится | не проводится |                      |                      |
| скорострельный пистолет, 25 метров    | Оливер Гайс       |              |              | не проводится | не проводится |                      |                      |
| скорострельный пистолет, 25 метров    | Кристиан Райц     |              |              | не проводится | не проводится |                      |                      |
| дубль-трап                            | Андреас Лёв       | 140          | 1 Q          | 25            | 6             | завершил выступление | завершил выступление |
| скит                                  | Ральф Бухайм      |              |              |               |               |                      |                      |

Женщины
| Соревнование                          | Спортсмены        | Квалификация | Квалификация | Полуфинал             | Полуфинал             | Финал                 | Финал                 |
| Соревнование                          | Спортсмены        | Результат    | Место        | Результат             | Место                 | Соперник/ Результат   | Место                 |
| ------------------------------------- | ----------------- | ------------ | ------------ | --------------------- | --------------------- | --------------------- | --------------------- |
| пневматическая винтовка, 10 метров    | Барбара Энгледер  | 420,3        | 2 Q          | не проводится         | не проводится         | 165,0                 | 4                     |
| пневматическая винтовка, 10 метров    | Селина Гшвандтнер | 414,8        | 13           | не проводится         | не проводится         | завершила выступление | завершила выступление |
| винтовка из трёх положений, 50 метров | Эва Рёскен        |              |              | не проводится         | не проводится         |                       |                       |
| винтовка из трёх положений, 50 метров | Барбара Энгледер  |              |              | не проводится         | не проводится         |                       |                       |
| пневматический пистолет, 10 метров    | Моника Карш       | 379          | 25           | не проводится         | не проводится         | завершила выступление | завершила выступление |
| пистолет, 25 метров                   | Моника Карш       | 583          | 4 Q          | 18                    | 2 QG                  | GREА. Коракаки П 6:8  | 2                     |
| трап                                  | Яна Бекман        | 61           | 19           | завершила выступление | завершила выступление | завершила выступление | завершила выступление |
| скит                                  | Кристине Венцель  |              |              |                       |                       |                       |                       |

### Стрельба из лука
В квалификации соревнований лучники выполняют 12 серий выстрелов по 6 стрел с расстояния 70-ти метров. По итогам предварительного раунда составляется сетка плей-офф, где в 1/32 финала 1-й номер посева встречается с 64-м, 2-й с 63-м и т. д. В поединках на выбывание спортсмены выполняют по три выстрела. Участник, набравший за эту серию больше очков получает 2 очка. Если же оба лучника набрали одинаковое количество баллов, то они получают по одному очку. Победителем пары становится лучник, первым набравший 6 очков.
Мужчины
| Соревнование              | Спортсмены    | Квалификация | Квалификация | 1/32 финала             | 1/16 финала         | 1/8 финала         | Четвертьфинал      | Полуфинал          | Финал              | Место |
| Соревнование              | Спортсмены    | Результат    | Место        | Соперник Результат      | Соперник Результат  | Соперник Результат | Соперник Результат | Соперник Результат | Соперник Результат | Место |
| ------------------------- | ------------- | ------------ | ------------ | ----------------------- | ------------------- | ------------------ | ------------------ | ------------------ | ------------------ | ----- |
| индивидуальное первенство | Флориан Флото | 677          | 11           | FINС. Пийппо (54) В 6:0 | MASМ. Ка (22) В 6:4 |                    |                    |                    |                    |       |

Женщины
| Соревнование              | Спортсмены | Квалификация | Квалификация | 1/32 финала            | 1/16 финала             | 1/8 финала         | Четвертьфинал      | Полуфинал          | Финал              | Место |
| Соревнование              | Спортсмены | Результат    | Место        | Соперник Результат     | Соперник Результат      | Соперник Результат | Соперник Результат | Соперник Результат | Соперник Результат | Место |
| ------------------------- | ---------- | ------------ | ------------ | ---------------------- | ----------------------- | ------------------ | ------------------ | ------------------ | ------------------ | ----- |
| индивидуальное первенство | Лиза Унрух | 640          | 21           | VENЛ. Брито (44) В 6:4 | MEXГ. Баярдо (12) В 6:4 | CHNЦао Хуэй (28) : |                    |                    |                    |       |

### Теннис
Соревнования пройдут на кортах олимпийского теннисного центра. Теннисные матчи будут проходить на кортах с твёрдым покрытием DecoTurf, на которых также проходит и Открытый чемпионат США.
Мужчины
| Соревнование     | Спортсмены              | 1/32 финала                   | 1/16 финала          | 1/8 финала           | Четвертьфинал        | Полуфинал            | Финал                | Место                |
| Соревнование     | Спортсмены              | Соперник Результат            | Соперник Результат   | Соперник Результат   | Соперник Результат   | Соперник Результат   | Соперник Результат   | Место                |
| ---------------- | ----------------------- | ----------------------------- | -------------------- | -------------------- | -------------------- | -------------------- | -------------------- | -------------------- |
| одиночный разряд | Филипп Кольшрайбер (13) | ARGГ. Пелья В 4:6, 6:1, 6:2   | SVKА. Мартин П w/o   | завершил выступление | завершил выступление | завершил выступление | завершил выступление | завершил выступление |
| одиночный разряд | Дастин Браун            | BRAТ. Беллуччи П 6:4, 4:5, rt | завершил выступление | завершил выступление | завершил выступление | завершил выступление | завершил выступление | завершил выступление |
| одиночный разряд | Ян-Леннард Штруфф       | RUSЕ. Донской П 3:6, 4:6      | завершил выступление | завершил выступление | завершил выступление | завершил выступление | завершил выступление | завершил выступление |

Женщины
| Соревнование     | Спортсмены                          | 1/32 финала                          | 1/16 финала                               | 1/8 финала                   | Четвертьфинал         | Полуфинал             | Финал                 | Место                 |
| Соревнование     | Спортсмены                          | Соперник Результат                   | Соперник Результат                        | Соперник Результат           | Соперник Результат    | Соперник Результат    | Соперник Результат    | Место                 |
| ---------------- | ----------------------------------- | ------------------------------------ | ----------------------------------------- | ---------------------------- | --------------------- | --------------------- | --------------------- | --------------------- |
| одиночный разряд | Анжелика Кербер (2)                 | COLМ. Дуке-Мариньо В 6:3, 7:5        | CANЭ. Бушар В 6:4, 6:2                    | AUSС. Стосур (13) В 6:0, 7:5 | GBRЙ. Конта (10) :    |                       |                       |                       |
| одиночный разряд | Лаура Зигемунд                      | BULЦ. Пиронкова В 1:6, 6:4, 6:2      | CHNЧжан Шуай В 6:2, 6:4                   | BELК. Флипкенс В 6:4, 6:3    | PURМ. Пуиг :          |                       |                       |                       |
| одиночный разряд | Андреа Петкович                     | UKRЭ. Свитолина (15) П 6:2, 1:6, 3:6 | завершила выступление                     | завершила выступление        | завершила выступление | завершила выступление | завершила выступление | завершила выступление |
| одиночный разряд | Анника Бек                          | CROА. Конюх П 65:7, 1:6              | завершила выступление                     | завершила выступление        | завершила выступление | завершила выступление | завершила выступление | завершила выступление |
| парный разряд    | Анжелика Кербер Андреа Петкович     | не проводится                        | ITAС. Эррани / Р. Винчи (8) П 2:6, 2:6    | завершили выступление        | завершили выступление | завершили выступление | завершили выступление | завершили выступление |
| парный разряд    | Анна-Лена Грёнефельд Лаура Зигемунд | не проводится                        | RUSС. Кузнецова / Д. Касаткина П 1:6, 4:6 | завершили выступление        | завершили выступление | завершили выступление | завершили выступление | завершили выступление |

### Триатлон
Соревнования по триатлону пройдут на территории форта Копакабана. Дистанция состоит из 3-х этапов — плавание (1,5 км), велоспорт (43 км), бег (10 км).
Женщины
| Соревнование              | Спортсмены     | Плавание | Смена | Велоспорт | Смена | Бег | Итоговое время | Место | Отставание |
| ------------------------- | -------------- | -------- | ----- | --------- | ----- | --- | -------------- | ----- | ---------- |
| индивидуальное первенство | Лаура Линдеман |          |       |           |       |     |                |       |            |
| индивидуальное первенство | Анне Хауг      |          |       |           |       |     |                |       |            |

### Тхэквондо
Соревнования по тхэквондо проходят по системе с выбыванием. Для победы в турнире спортсмену необходимо одержать 4 победы. Тхэквондисты, проигравшие по ходу соревнований будущим финалистам, принимают участие в утешительном турнире за две бронзовые медали.
Мужчины
| Категория | Спортсмены     | Первый раунд       | Четвертьфинал      | Полуфинал          | Финал              | Место |
| Категория | Спортсмены     | Соперник Результат | Соперник Результат | Соперник Результат | Соперник Результат | Место |
| --------- | -------------- | ------------------ | ------------------ | ------------------ | ------------------ | ----- |
| до 58 кг  | Левент Тунджат |                    |                    |                    |                    |       |
| до 80 кг  | Тахир Гюлеч    |                    |                    |                    |                    |       |

Женщины
| Категория | Спортсмены  | Первый раунд       | Четвертьфинал      | Полуфинал          | Финал              | Место |
| Категория | Спортсмены  | Соперник Результат | Соперник Результат | Соперник Результат | Соперник Результат | Место |
| --------- | ----------- | ------------------ | ------------------ | ------------------ | ------------------ | ----- |
| до 67 кг  | Рабия Гюлеч |                    |                    |                    |                    |       |

### Тяжёлая атлетика
Каждый НОК самостоятельно выбирает категорию в которой выступит её тяжелоатлет. В рамках соревнований проводятся два упражнения - рывок и толчок. В каждом из упражнений спортсмену даётся 3 попытки. Победитель определяется по сумме двух упражнений. При равенстве результатов победа присуждается спортсмену, с меньшим собственным весом.
Мужчины
| Категория | Спортсмены  | Вес   | Рывок | Рывок | Рывок | Толчок | Толчок | Толчок | Всего | Место |
| Категория | Спортсмены  | Вес   | 1     | 2     | 3     | 1      | 2      | 3      | Всего | Место |
| --------- | ----------- | ----- | ----- | ----- | ----- | ------ | ------ | ------ | ----- | ----- |
| до 77 кг  | Нико Мюллер | 76,70 | 145   | 149   | 151   | 177    | 181    | 185    | 332   | 10    |
|           |             |       |       |       |       |        |        |        |       |       |
|           |             |       |       |       |       |        |        |        |       |       |
|           |             |       |       |       |       |        |        |        |       |       |

Женщины
| Категория | Спортсмены      | Вес   | Рывок | Рывок | Рывок | Толчок | Толчок | Толчок | Всего | Место |
| Категория | Спортсмены      | Вес   | 1     | 2     | 3     | 1      | 2      | 3      | Всего | Место |
| --------- | --------------- | ----- | ----- | ----- | ----- | ------ | ------ | ------ | ----- | ----- |
| до 58 кг  | Сабина Кустерер | 57,70 | 87    | 89    | 90    | 108    | 110    | 110    | 200   | 10    |

### Фехтование
В индивидуальных соревнованиях спортсмены сражаются три раунда по три минуты, либо до того момента, как один из спортсменов нанесёт 15 уколов. В командных соревнованиях поединок идёт 9 раундов по 3 минуты каждый, либо до 45 уколов. Если по окончании времени в поединке зафиксирован ничейный результат, то назначается дополнительная минута до «золотого» укола.
Мужчины
| Соревнование          | Спортсмены              | 1/32 финала        | 1/16 финала                 | 1/8 финала               | Четвертьфинал            | Полуфинал            | Финал                | Место |
| Соревнование          | Спортсмены              | Соперник Результат | Соперник Результат          | Соперник Результат       | Соперник Результат       | Соперник Результат   | Соперник Результат   | Место |
| --------------------- | ----------------------- | ------------------ | --------------------------- | ------------------------ | ------------------------ | -------------------- | -------------------- | ----- |
| индивидуальная рапира | Петер Йоппих (10)       | не участвовал      | FRAЭ. Лефор (23) В 15:13    | ITAД. Авола (7) П 13:15  | завершил выступление     | завершил выступление | завершил выступление | 12    |
| индивидуальная сабля  | Матьяш Сабо (18)        | не проводится      | IRIА. Пакдаман (15) В 15:11 | BULП. Пасков (31) В 15:6 | USAД. Гомер (10) П 12:15 | завершил выступление | завершил выступление | 8     |
| индивидуальная сабля  | Максимилиан Хартунг (7) | не проводится      | BENЙ. Апити (26) В 15:9     | USAД. Гомер (10) П 12:15 | завершил выступление     | завершил выступление | завершил выступление | 10    |

Женщины
| Соревнование          | Спортсмены              | 1/32 финала        | 1/16 финала                   | 1/8 финала            | Четвертьфинал         | Полуфинал             | Финал                 | Место |
| Соревнование          | Спортсмены              | Соперник Результат | Соперник Результат            | Соперник Результат    | Соперник Результат    | Соперник Результат    | Соперник Результат    | Место |
| --------------------- | ----------------------- | ------------------ | ----------------------------- | --------------------- | --------------------- | --------------------- | --------------------- | ----- |
| индивидуальная рапира | Каролин Голубицкий (12) | не участвовала     | POLХ. Личбиньская (21) П 9:14 | завершила выступление | завершила выступление | завершила выступление | завершила выступление | 18    |

### Футбол

#### Мужчины
Олимпийская сборная Германии квалифицировалась на Игры, пробившись в полуфинал молодёжного чемпионата Европы 2015 года. В мужском олимпийском турнире примут участие сборные, составленные из игроков не старше 23 лет (родившиеся после 1 января 1993 года). Также в заявку могут войти не более 3-х футболистов старше этого возраста.
Состав
| №              | Имя              | Клуб              | Дата рождения    | Возраст | Игр     | Голов   |
| Вратари        | Вратари          | Вратари           | Вратари          | Вратари | Вратари | Вратари |
| -------------- | ---------------- | ----------------- | ---------------- | ------- | ------- | ------- |
| 1              | Тимо Хорн        | Кёльн             | 12 мая 1993      | 23      | 1       | 0       |
| 12             | Янник Хут        | Майнц 05          | 15 апреля 1994   | 22      | 0       | 0       |
| Защитники      |                  |                   |                  |         |         |         |
| 3              | Лукас Клостерман | РБ Лейпциг        | 3 июня 1996      | 20      | 1       | 0       |
| 4              | Маттиас Гинтер   | Боруссия Дортмунд | 19 января 1994   | 22      | 1       | 1       |
| 5              | Никлас Зюле      | Хоффенхайм        | 3 сентября 1995  | 20      | 1       | 0       |
| 13             | Филипп Макс      | Аугсбург          | 30 сентября 1993 | 22      | 0       | 0       |
| 14             | Роберт Бауэр     | Ингольштадт 04    | 9 апреля 1995    | 21      | 0       | 0       |
| Полузащитники  |                  |                   |                  |         |         |         |
| 2              | Джереми Тольян   | Хоффенхайм        | 8 августа 1994   | 21      | 1       | 0       |
| 6              | Свен Бендер*     | Боруссия Дортмунд | 27 апреля 1989   | 27      | 1       | 0       |
| 7              | Макс Майер       | Шальке 04         | 18 сентября 1995 | 20      | 1       | 0       |
| 8              | Ларс Бендер*     | Байер Леверкузен  | 27 апреля 1989   | 27      | 1       | 0       |
| 10             | Леон Горецка (к) | Шальке 04         | 6 февраля 1995   | 21      | 1       | 0       |
| 11             | Юлиан Брандт     | Байер Леверкузен  | 2 мая 1996       | 20      | 1       | 0       |
| 15             | Макс Кристиансен | Ингольштадт 04    | 25 сентября 1996 | 19      | 1       | 0       |
| 16             | Гриша Прёмель    | Карлсруэ          | 9 января 1995    | 21      | 0       | 0       |
| 17             | Серж Гнабри      | Арсенал           | 14 июля 1995     | 21      | 1       | 1       |
| Нападающие     |                  |                   |                  |         |         |         |
| 9              | Дэви Зельке      | РБ Лейпциг        | 20 января 1995   | 21      | 1       | 0       |
| 18             | Нильс Петерсен*  | Фрайбург          | 6 декабря 1988   | 27      | 1       | 0       |
| Главный тренер |                  |                   |                  |         |         |         |
| Флаг Германии  | Хорст Хрубеш     | Хорст Хрубеш      | 17 апреля 1951   | 65      |         |         |

Результаты
Групповой этап (Группа C)
| М | Команда          | И | В | Н | П | Мячи   | ±   | О |
| - | ---------------- | - | - | - | - | ------ | --- | - |
| 1 | Республика Корея | 3 | 2 | 1 | 0 | 12 − 3 | +9  | 7 |
| 2 | Германия         | 3 | 1 | 2 | 0 | 15 − 5 | +10 | 5 |
| 3 | Мексика          | 3 | 1 | 1 | 1 | 7 − 4  | +3  | 4 |
| 4 | Фиджи            | 3 | 0 | 0 | 3 | 1 − 23 | −22 | 0 |

| 4 августа 2016 20:00 UTC-3 | \| Мексика \| 2:2 (0:0) Отчёт \| Германия \| \| Перальта 52′ · Писарро 62′ \| Голы \| Гнабри 58′ · Гинтер 78′ \| | Стадион: Фонте-Нова, Салвадор Зрителей: 16 500 Судья: Алиреза Фагани |
| Мексика                    | 2:2 (0:0) Отчёт                                                                                                  | Германия                                                             |
| Перальта 52′ · Писарро 62′ | Голы | Гнабри 58′ · Гинтер 78′                                              |

| 7 августа 2016 16:00 UTC-3     | \| Германия \| 3:3 (1:1) Отчёт \| Республика Корея \| \| Гнабри 33′, 90+2′ · Зельке 55′ \| Голы \| Хван Хи Чхан 25′ · Сон Хын Мин 57′ · Сок Хён Джун 86′ \| | Стадион: Фонте-Нова, Салвадор Зрителей: 17 121 Судья: Нестор Питана |
| Германия                       | 3:3 (1:1) Отчёт | Республика Корея                                                    |
| Гнабри 33′, 90+2′ · Зельке 55′ | Голы | Хван Хи Чхан 25′ · Сон Хын Мин 57′ · Сок Хён Джун 86′               |

| 10 августа 2016 16:00 UTC-3                                                    | \| Германия \| 10:0 (6:0) Отчёт \| Фиджи \| \| Гнабри 8′, 45′ · Петерсен 14′, 33′, 40′, 63′ (пен.), 70′ · Майер 30′, 49′, 52′ \| Голы \| \| | Стадион: Минейран, Белу-Оризонти Зрителей: 16 521 Судья: Фахад аль-Мирдаси |
| Германия                                                                       | 10:0 (6:0) Отчёт | Фиджи                                                                      |
| Гнабри 8′, 45′ · Петерсен 14′, 33′, 40′, 63′ (пен.), 70′ · Майер 30′, 49′, 52′ | Голы |                                                                            |

#### Женщины
Женская сборная Германии квалифицировалась на Игры, войдя в число двух сильнейших европейских сборных по итогам чемпионата мира 2015 года.
Состав
| №              | Имя               | Клуб            | Дата рождения    | Возраст | Игр     | Голов   |
| Вратари        | Вратари           | Вратари         | Вратари          | Вратари | Вратари | Вратари |
| -------------- | ----------------- | --------------- | ---------------- | ------- | ------- | ------- |
| 1              | Альмут Шульт      | Вольфсбург      | 9 февраля 1991   | 25      | 6       | -6      |
| 18             | Лаура Бенкарт     | Фрайбург        | 14 октября 1992  | 24      | 0       | 0       |
| Защитники      |                   |                 |                  |         |         |         |
| 2              | Джозефин Хеннинг  | Арсенал         | 8 сентября 1989  | 26      | 2       | 0       |
| 3              | Саскиа Бартусяк   | Франкфурт       | 9 февраля 1982   | 34      | 6       | 1       |
| 4              | Леони Майер       | Бавария         | 29 сентября 1992 | 23      | 5       | 0       |
| 5              | Аннике Кран       | Байер-04        | 1 июля 1985      | 31      | 6       | 0       |
| 12             | Табеа Кемме       | Турбине         | 14 декабря 1991  | 21      | 6       | 0       |
| 14             | Бабетт Петер      | Вольфсбург      | 12 мая 1988      | 28      | 1       | 0       |
| Полузащитники  |                   |                 |                  |         |         |         |
| 6              | Симона Лаудер     | Бавария         | 12 июля 1986     | 30      | 1       | 0       |
| 7              | Мелани Берингер   | Бавария         | 18 ноября 1985   | 30      | 6       | 5       |
| 8              | Лена Гёслинг      | Вольфсбург      | 8 марта 1986     | 30      | 6       | 0       |
| 13             | Сара Дебриц       | Бавария         | 15 февраля 1995  | 21      | 5       | 3       |
| 16             | Мелани Лойпольц   | Бавария         | 14 апреля 1994   | 22      | 6       | 0       |
| 17             | Изабель Кершовски | Вольфсбург      | 22 января 1988   | 28      | 4       | 0       |
| 19             | Свенья Хут        | Турбине         | 25 января 1991   | 25      | 2       | 0       |
| Нападающие     |                   |                 |                  |         |         |         |
| 9              | Александра Попп   | Вольфсбург      | 6 апреля 1991    | 25      | 6       | 1       |
| 10             | Дженнифер Марожан | Олимпик Лион    | 18 апреля 1992   | 24      | 6       | 1       |
| 11             | Аня Миттаг        | Пари Сен-Жермен | 16 мая 1985      | 31      | 6       | 0       |
| 15             | Менди Ислакер     | Франкфурт       | 8 августа 1988   | 27      | 3       | 0       |
| Главный тренер |                   |                 |                  |         |         |         |
| Флаг Германии  | Сильвия Найд      | Сильвия Найд    | 2 мая 1964       | 52      |         |         |

Результат
Групповой этап (Группа F)
| М | Команда   | И | В | Н | П | Мячи   | ±   | О |
| - | --------- | - | - | - | - | ------ | --- | - |
| 1 | Канада    | 3 | 3 | 0 | 0 | 7 − 2  | +5  | 9 |
| 2 | Германия  | 3 | 1 | 1 | 1 | 9 − 5  | +4  | 4 |
| 3 | Австралия | 3 | 1 | 1 | 1 | 8 − 5  | +3  | 4 |
| 4 | Зимбабве  | 3 | 0 | 0 | 3 | 3 − 15 | −12 | 0 |

| 3 августа 2016 18:00 UTC-3 | \| Зимбабве \| 1:6 (0:2) Отчёт \| Германия \| \| Басопо 50′ \| Голы \| Дебриц 22′ · Попп 36′ · Берингер 53′, 78′ · Лойпольц 83′ · Чибанда 90′ (авт.) \| | Стадион: Арена Коринтианс, Сан-Паулу Зрителей: 20 521 Судья: Рита Гани        |
| Зимбабве                   | 1:6 (0:2) Отчёт | Германия                                                                      |
| Басопо 50′                 | Голы | Дебриц 22′ · Попп 36′ · Берингер 53′, 78′ · Лойпольц 83′ · Чибанда 90′ (авт.) |

| 6 августа 2016 18:00 UTC-3  | \| Германия \| 2:2 (0:2) Отчёт \| Австралия \| \| Дебриц 45+1′ · Бартусяк 88′ \| Голы \| Керр 6′ · Фурд 45′ \| | Стадион: Арена Коринтианс, Сан-Паулу Зрителей: 37 475 Судья: Анна-Мари Китли |
| Германия                    | 2:2 (0:2) Отчёт                                                                                                | Австралия                                                                    |
| Дебриц 45+1′ · Бартусяк 88′ | Голы | Керр 6′ · Фурд 45′                                                           |

| 9 августа 2016 16:00 UTC-3 | \| Германия \| 1:2 (1:1) Отчёт \| Канада \| \| Берингер 13′ (пен.) \| Голы \| Мелиса Танкреди 26′, 60′ \| | Стадион: Национальный стадион, Бразилиа Зрителей: 8227 Судья: Хван-Ок Ри |
| Германия                   | 1:2 (1:1) Отчёт                                                                                           | Канада                                                                   |
| Берингер 13′ (пен.)        | Голы | Мелиса Танкреди 26′, 60′                                                 |

Четвертьфинал
| 12 августа 2016 16:00 UTC-3 | \| Китай \| 0:1 Отчёт \| Германия \| \| \| Голы \| Берингер 76′ \| | Стадион: Фонте-Нова, Салвадор Судья: Екатерина Монзуль |
| Китай                       | 0:1 Отчёт                                                          | Германия                                               |
|                             | Голы                                                               | Берингер 76′                                           |

Полуфинал
| 16 августа 2016 16:00 UTC-3 | \| Канада \| 0:2 (0:1) Отчёт \| Германия \| \| \| Голы \| Берингер 21′ (пен.) · Дебриц 59′ \| | Стадион: Минейран, Белу-Оризонти Судья: Хван-Ок Ри |
| Канада                      | 0:2 (0:1) Отчёт                                                                               | Германия                                           |
|                             | Голы                                                                                          | Берингер 21′ (пен.) · Дебриц 59′                   |

Финал
| 19 августа 2016 17:30 UTC-3 | \| Швеция \| 1:2 Отчёт \| Германия \| \| Блакстениус 67′ \| Голы \| Марожан 48′ · Сембрант 62′ (авт.) \| | Стадион: Маракана, Рио-де-Жанейро Судья: Кароль Шенар |
| Швеция                      | 1:2 Отчёт                                                                                                | Германия                                              |
| Блакстениус 67′             | Голы | Марожан 48′ · Сембрант 62′ (авт.)                     |

Итог: по результатам олимпийского турнира женская сборная Германии завоевала золотые медали.

### Хоккей на траве

#### Мужчины
Мужская сборная Германии квалифицировалась на Игры по итогам полуфинала Мировой лиги 2014/15.
Состав
Результаты
Групповой этап (Группа B)
| Место | Команда    | И | В | Н | П | ГЗ | ГП | +/- | Очки |
| ----- | ---------- | - | - | - | - | -- | -- | --- | ---- |
| 1     | Германия   | 5 | 4 | 1 | 0 | 17 | 10 | +7  | 13   |
| 2     | Нидерланды | 5 | 3 | 1 | 1 | 18 | 6  | +12 | 10   |
| 3     | Аргентина  | 5 | 2 | 2 | 1 | 14 | 12 | +2  | 8    |
| 4     | Индия      | 5 | 2 | 1 | 2 | 9  | 9  | +0  | 7    |
| 5     | Ирландия   | 5 | 1 | 0 | 4 | 10 | 16 | -6  | 3    |
| 6     | Канада     | 5 | 0 | 1 | 4 | 7  | 22 | -15 | 1    |

| 6 августа 2016 18:00 UTC-3          | \| Канада \| 2:6 (1:3, 0:1, 1:1, 0:1) Протокол \| Германия \| \| Марк Пирсон 11' · Киган Перейра 39' \| Голы \| Мориц Фюрсте 4', 33' · Никлас Веллен 6', 46' · Матиас Мюллер 14' · Линус Бутт 26' \| | Олимпийский хоккейный центр, Рио-де-Жанейро Судьи: Марсело Серветто Саймон Тейлор |
| Канада                              | 2:6 (1:3, 0:1, 1:1, 0:1) Протокол | Германия                                                                          |
| Марк Пирсон 11' · Киган Перейра 39' | Голы | Мориц Фюрсте 4', 33' · Никлас Веллен 6', 46' · Матиас Мюллер 14' · Линус Бутт 26' |

| 8 августа 2016 11:00 UTC-3            | \| Германия \| 2:1 (0:0, 1:1, 0:0, 1:0) Протокол \| Индия \| \| Никлас Веллен 18' · Кристофер Рюр 60' \| Голы \| Рупендер Сингх 23' \| | Олимпийский хоккейный центр, Рио-де-Жанейро Судьи: Тим Пуллмен Мартин Мэдден |
| Германия                              | 2:1 (0:0, 1:1, 0:0, 1:0) Протокол | Индия                                                                        |
| Никлас Веллен 18' · Кристофер Рюр 60' | Голы | Рупендер Сингх 23'                                                           |

| 9 августа 2016 12:30 UTC-3                 | \| Германия \| 3:2 (1:0, 0:1, 2:0, 0:1) Протокол \| Ирландия \| \| Мориц Фюрсте 13', 38' · Мартин Цвиккер 42' \| Голы \| Юджин Маги 26' · Майкл Дарлинг 59' \| | Олимпийский хоккейный центр, Рио-де-Жанейро Судьи: Марсело Серветто Лим Хун Чжэнь |
| Германия                                   | 3:2 (1:0, 0:1, 2:0, 0:1) Протокол | Ирландия                                                                          |
| Мориц Фюрсте 13', 38' · Мартин Цвиккер 42' | Голы | Юджин Маги 26' · Майкл Дарлинг 59'                                                |

| 11 августа 2016 12:30 UTC-3 | \| Аргентина \| \| Германия \| | Олимпийский хоккейный центр, Рио-де-Жанейро |
| Аргентина                   |                                | Германия                                    |

| 12 августа 2016 13:30 UTC-3 | \| Германия \| \| Нидерланды \| | Олимпийский хоккейный центр, Рио-де-Жанейро |
| Германия                    |                                 | Нидерланды                                  |

#### Женщины
Женская сборная Германии квалифицировалась на Игры по итогам полуфинала Мировой лиги 2014/15.
Состав
| Номер         | Имя                  | Дата рождения    | Рост, см | Вес, кг | Клуб                | Игры    | Голы    |
| Вратари       | Вратари              | Вратари          | Вратари  | Вратари | Вратари             | Вратари | Вратари |
| ------------- | -------------------- | ---------------- | -------- | ------- | ------------------- | ------- | ------- |
|               | Кристина Рейнольдс   | 18 февраля 1984  | 181      | 71      | ХК Гамбург          |         |         |
| Защитники     |                      |                  |          |         |                     |         |         |
|               | Ханна Крюгер         | 4 сентября 1988  | 173      | 67      | ХК Мюнхен           |         |         |
|               | Нике Лоренц          | 12 марта 1997    | 170      | 69      | ХК Мангейм          |         |         |
|               | Янне Мюллер-Виланд   | 28 октября 1986  | 175      | 69      | ХК Гамбург          |         |         |
|               | Селин Оруц           | 5 февраля 1997   | 172      | 60      | ХК Дюссельдорф      |         |         |
|               | Анника Мария Шпринк  | 20 октября 1995  | 173      | 61      | ХК Дюссельдорф      |         |         |
| Полузащитники |                      |                  |          |         |                     |         |         |
|               | Юлия Мюллер          | 10 декабря 1985  | 170      | 71      | Амстердамсе         |         |         |
|               | Сесиль Пипер         | 31 августа 1994  | 166      | 56      | ХК Мангейм          |         |         |
|               | Анне Шрёдер          | 11 сентября 1994 | 170      | 58      | Клуб ан дер Альстер |         |         |
|               | Лиза-Мари Шютце      | 5 октября 1996   | 172      | 61      | ХК Дюссельдорф      |         |         |
|               | Шарлотте Штапенхорст | 15 июня 1995     | 168      | 68      | ХК Гамбург          |         |         |
|               | Яна Тешке            | 22 сентября 1990 | 168      | 56      | ХК Гамбург          |         |         |
| Нападающие    |                      |                  |          |         |                     |         |         |
|               | Лиза Альтенбург      | 23 сентября 1989 | 155      | 58      | ХК Гамбург          |         |         |
|               | Мари Меверс          | 13 февраля 1991  |          |         | ХК Гамбург          |         |         |
|               | Пиа-Софи Ольдхафер   | 1 июля 1992      | 166      | 55      | Рот-Вайсс Кёльн     |         |         |
|               | Франциска Хауке      | 10 сентября 1989 | 172      | 63      | Рот-Вайсс Кёльн     |         |         |

| Имя            | Гражданство | Дата рождения |
| -------------- | ----------- | ------------- |
| Ямилон Мюлдерс |             |               |

Результат
Групповой этап (Группа A)
| Место | Команда          | И | В | Н | П | ГЗ | ГП | +/- | Очки |
| ----- | ---------------- | - | - | - | - | -- | -- | --- | ---- |
| 1     | Нидерланды       | 5 | 4 | 1 | 0 | 13 | 1  | +12 | 13   |
| 2     | Новая Зеландия   | 5 | 3 | 1 | 1 | 11 | 5  | +6  | 10   |
| 3     | Германия         | 5 | 2 | 1 | 2 | 6  | 6  | 0   | 7    |
| 4     | Испания          | 5 | 2 | 0 | 3 | 6  | 12 | -6  | 6    |
| 5     | Китай            | 5 | 1 | 2 | 2 | 3  | 5  | -2  | 5    |
| 6     | Республика Корея | 5 | 0 | 1 | 4 | 3  | 13 | -10 | 1    |

| 7 августа 2016 13:30 UTC-3 | \| Китай \| 1:1 (0:1, 1:0, 0:0, 0:0) Протокол \| Германия \| \| Пэн Ян 28' \| Голы \| Лиза Альтенбург 4' \| | Олимпийский хоккейный центр, Рио-де-Жанейро Судьи: Мелисса Тривик, Сара Уилсон |
| Китай                      | 1:1 (0:1, 1:0, 0:0, 0:0) Протокол                                                                           | Германия                                                                       |
| Пэн Ян 28'                 | Голы | Лиза Альтенбург 4'                                                             |

| 8 августа 2016 13:30 UTC-3 | \| Новая Зеландия \| 1:2 (1:0, 0:1, 0:1, 0:0) Протокол \| Германия \| \| Петри Уэбстер 10' \| Голы \| Пия-Софи Ольдхафер 22' · Анне Шрёдер 44' \| | Олимпийский хоккейный центр, Рио-де-Жанейро Судьи: Соледад Ипаррагирре Мяо Линь |
| Новая Зеландия             | 1:2 (1:0, 0:1, 0:1, 0:0) Протокол | Германия                                                                        |
| Петри Уэбстер 10'          | Голы | Пия-Софи Ольдхафер 22' · Анне Шрёдер 44'                                        |

| 10 августа 2016 12:30 UTC-3            | \| Германия \| 2:0 (0:0, 0:0, 0:0, 2:0) Протокол \| Республика Корея \| \| Ханна Крюгер 55' · Лиза Альтенбург 59' \| Голы \| \| | Олимпийский хоккейный центр, Рио-де-Жанейро Судьи: Мишель Жубер Кайли Сеймур |
| Германия                               | 2:0 (0:0, 0:0, 0:0, 2:0) Протокол                                                                                               | Республика Корея                                                             |
| Ханна Крюгер 55' · Лиза Альтенбург 59' | Голы |                                                                              |

| 11 августа 2016 17:00 UTC-3 | \| Германия \| \| Испания \| | Олимпийский хоккейный центр, Рио-де-Жанейро |
| Германия                    |                              | Испания                                     |

| 13 августа 2016 12:30 UTC-3 | \| Нидерланды \| \| Германия \| | Олимпийский хоккейный центр, Рио-де-Жанейро |
| Нидерланды                  |                                 | Германия                                    |